# Boeing 757
El Boeing 757 (pronunciado «siete-cinco-siete») es un avión comercial de fabricación estadounidense, de corto, medio y largo radio de acción, de fuselaje estrecho, fabricado por Boeing desde 1982 hasta 2004. Fue adquirido en primer lugar por Eastern Airlines y British Airways para reemplazar al 727 y entró en servicio en 1983. La producción del 757 finalizó el 28 de octubre de 2004 tras haber sido construidas 1050 unidades. La última aeronave fue entregada a Shanghai Airlines. Es considerado el avión de fuselaje estrecho (pasillo único) más largo del mundo.
El 757 puede ser considerado como uno de los modelos más exitosos de Boeing. Sin embargo, las ventas cayeron a finales de los años 1990, provocando el cese de la producción. La demanda del 757-200 fue continuada, principalmente debido a su utilidad en las rutas entre Nueva York y Europa Occidental.

## Desarrollo

### Antecedentes
A principios de 1970, tras el lanzamiento del 747 de fuselaje ancho, Boeing comenzó a considerar la evolución de su trijet 727 de fuselaje estrecho. Diseñado para rutas de corto y medio radio, el 727 fue el avión comercial más vendido de la década de 1960 y uno de los pilares del mercado de transporte aéreo del país. Los estudios se centraron en mejorar los modelos 727-200 de 189 asientos, la variante más exitosa del 727. Se consideraron dos enfoques: un 727-300 alargado, y un avión totalmente nuevo con nombre en código 7N7. El primero era un derivado más barato utilizando la tecnología existente de 727 y la configuración del motor montado en la cola, mientras que el segundo era un avión bimotor que hacía uso de nuevos materiales y mejoras en la tecnología de propulsión que se había vuelto disponibles en la industria aeroespacial civil.

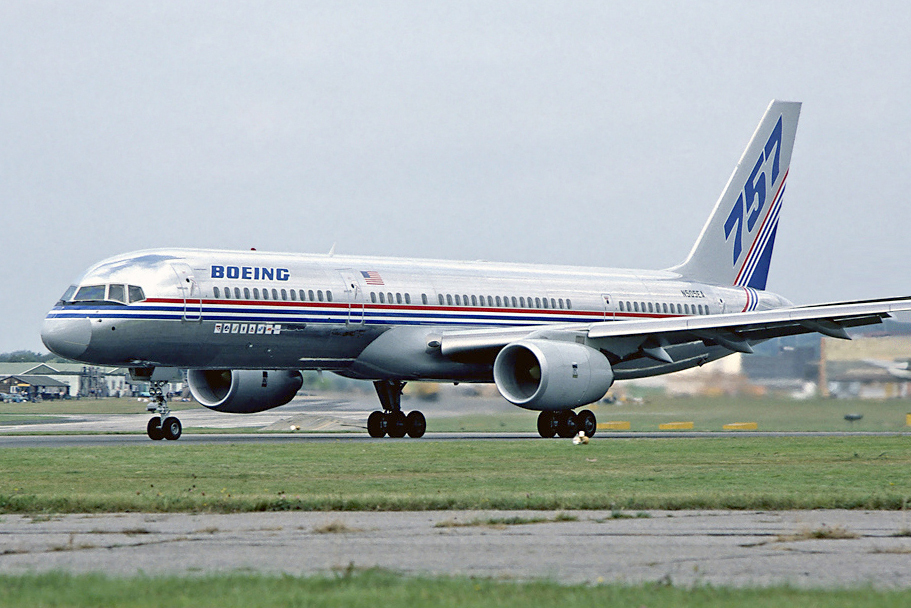
El 7N7 haría su debut en el Salón Aeronáutico de Farnborough en 1982 como 757-200.

United Airlines hizo aportaciones para el proyecto del 727-300, que Boeing estaba a punto de lanzar a finales de 1975, pero perdió interés tras examinar los estudios de desarrollo para el 7N7. Aunque el 727-300 fue ofrecido a Braniff International Airways y a otras aerolíneas, el interés de los clientes seguía siendo insuficiente para un mayor desarrollo. En cambio, las líneas aéreas se sintieron atraídas por los motores turbofan de alto índice de derivación, nuevas tecnologías de la cabina de vuelo, menor peso, la mejora de aerodinámica, y menor costo operativo prometido por el 7N7. Estas características también se incluyeron en un esfuerzo de desarrollo paralelo de un nuevo avión de pasajeros de fuselaje ancho de tamaño medio, con nombre en código 7X7, que se convirtió en el 767. Los trabajos en ambas propuestas se aceleraron como resultado de la recuperación de la industria aérea a finales de 1970.
Para 1978, los estudios de desarrollo se centraron en dos variantes: el 7N7-100 con capacidad para 160 pasajeros, y el 7N7-200 con espacio para más de 180 asientos. Las nuevas características incluyeron un ala rediseñada, motores bajo las alas y materiales más ligeros, mientras que la parte delantera del fuselaje, el diseño de cabina, y la configuración de cola en T se mantenían del 727. Boeing planificó la aeronave para ofrecer el menor consumo de combustible por pasajero-kilómetro de cualquier avión de fuselaje estrecho. El 31 de agosto de 1978, Eastern Air Lines y British Airways se convirtieron en los primera aerolíneas que se comprometían públicamente por el 7N7 cuando anunciaron órdenes de lanzamiento por un total de 40 aviones para la versión 7N7-200. Estas órdenes se firmaron en marzo de 1979, cuando Boeing oficialmente designó el avión como 757. El 757-100 más corto no recibió ninguna orden y fue abandonado; el 737 cumplió su función prevista posteriormente.

### Fase de diseño
El 757 fue pensado para tener mayor capacidad y ser más eficiente que el anterior 727. El enfoque en la eficiencia del combustible reflejaba las preocupaciones de las aerolíneas sobre los costos de operación, que habían crecido en medio de los crecientes precios del petróleo durante la guerra de Yom Kipur de 1973. Los objetivos de diseño incluyeron una reducción del 20 por ciento en el consumo de combustible de los nuevos motores, más un 10 por ciento adicional en las mejoras aerodinámicas, frente a las aeronaves precedentes. También se esperaba que los materiales más ligeros y las nuevas alas mejoraran la eficiencia. El peso máximo de despegue (MTOW) se fijó en 99 800 kg, que ascendía a 4540 kg más que el 727. Pesos más altos de despegue para mejorar la capacidad de carga útil en climas hot and high, donde el rendimiento del despegue se degrada debido a las mayores temperaturas y elevaciones, eran opcionales.

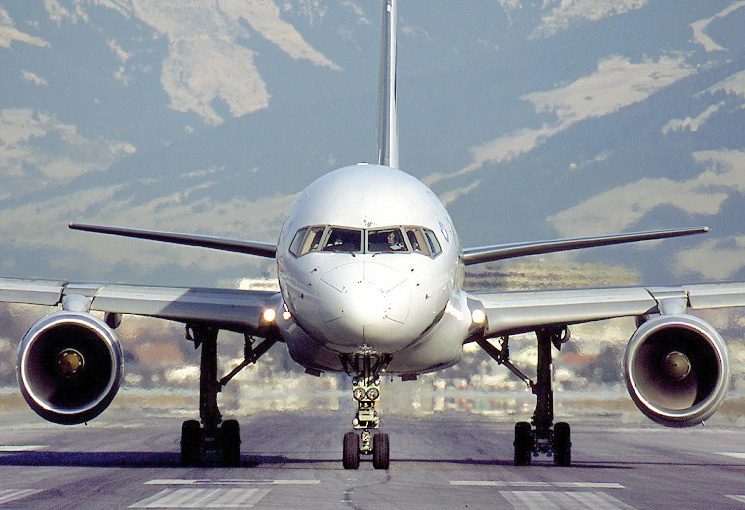
Vista frontal de un 757-200 de Transavia Airlines, que muestra el perfil del fuselaje, diedro alar y los motores RB211.

La configuración bimotor fue elegida para una mayor eficiencia de combustible en comparación con los diseños de tres y cuatro motores. Los clientes de lanzamiento Eastern Air Lines y British Airways seleccionaron el turboventilador RB211-535C construido por Rolls-Royce, con capacidad de 166 kN de empuje. Esta era la primera vez que un avión de pasajeros Boeing era lanzado con motores producidos fuera de los EE. UU. El fabricante nacional Pratt & Whitney posteriormente ofreció el PW2037 con 170 kN de empuje, que Delta Air Lines lanzó con un pedido de 60 aviones en noviembre de 1980. General Electric también ofreció su motor CF6-32 al principio del programa, pero finalmente abandonó su participación debido a la baja demanda.
Dado que el desarrollo avanzaba, el 757 se apartó cada vez más de sus orígenes 727 y adoptó elementos del 767, que estaba varios meses por delante en el desarrollo. Para reducir los riesgos y costos, Boeing combinó el diseño en ambos birreactores, resultando en características compartidas tales como el acondicionamiento interior y características de manejo. El diseño asistido por computadora, aplicado por primera vez en el 767, fue usado durante más de un tercio de los dibujos de diseño del 757. A principios de 1979, se adoptó una cabina de cristal común de dos tripulantes en las dos aeronaves, incluyendo instrumentos compartidos, aviónica, y el sistema de gestión de vuelos. Pantallas a color con tubos de rayos catódicos (CRT) reemplazaron a los instrumentos electromecánicos convencionales, con una mayor automatización, se eliminó la necesidad de un ingeniero de vuelo, posición común para las cabinas de tres personas. Después de completar un curso de conversión definitiva, los pilotos calificados en el 757 podrían estar calificados para volar el 767 y viceversa, debido a sus similitudes de diseño.

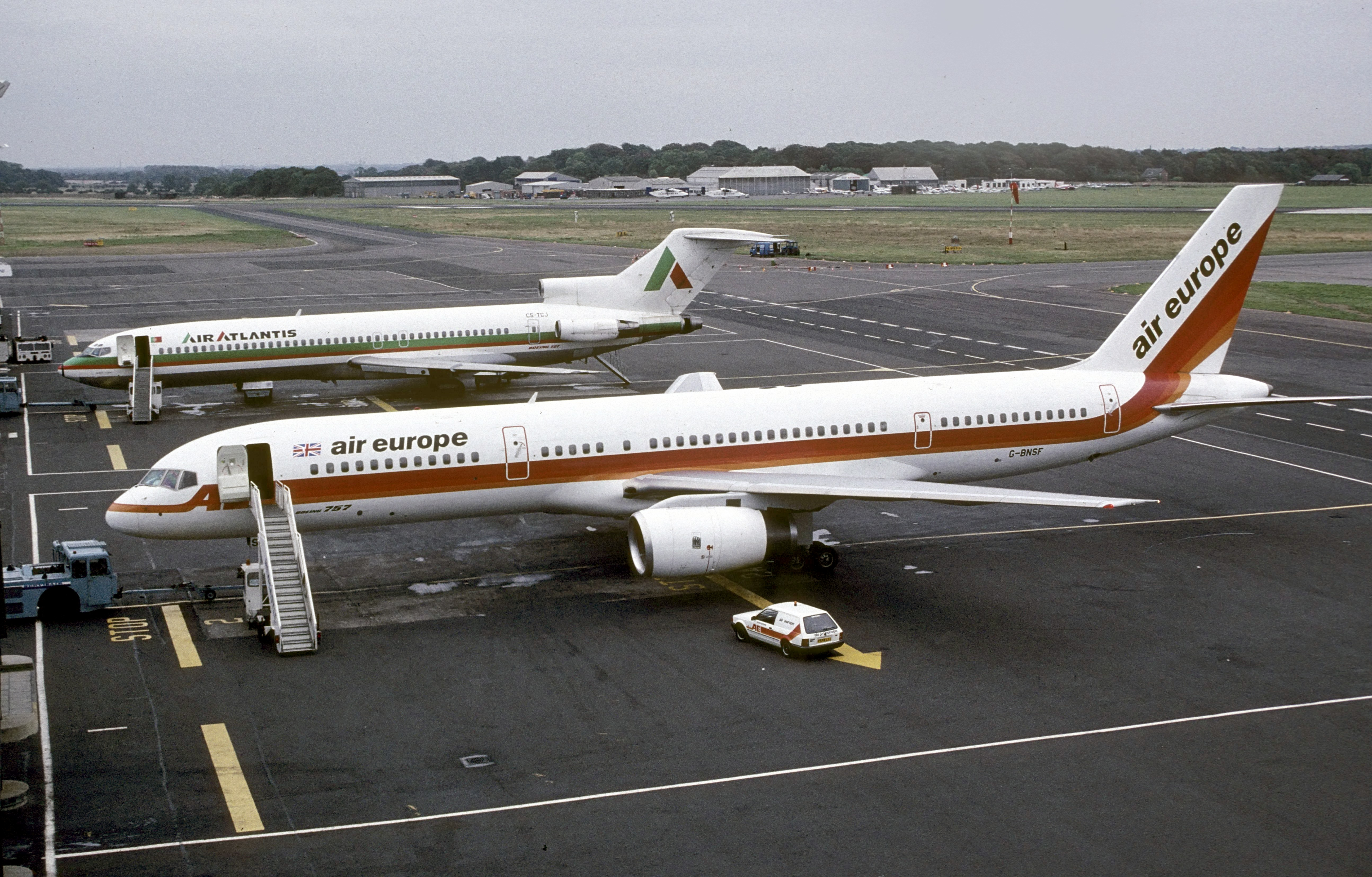
Predecesor y sucesor: un 727-200 de Air Atlantis y un 757-200 de Air Europe.

Un nuevo perfil aerodinámico supercrítico, que produjo sustentación en la mayor parte de la superficie superior del ala en lugar de una banda estrecha como en anteriores diseños, se utilizó para las alas del 757. Las alas más eficientes tenían menos resistencia y una mayor capacidad de combustible, y fueron similares en configuración a las del 767. Una envergadura más ancha que la del 727 produjo menos resistencia inducida, mientras que raíces alares más grandes aumentaron el espacio de almacenamiento del tren de aterrizaje y proporcionaron espacio para una futuras versiones alargadas del avión.
Uno de los últimos vestigios del 727, la cola en T, fue abandonada a mediados de 1979 en favor de una cola convencional. Esto evitaba el riesgo de una condición aerodinámica conocida como pérdida profunda y permitía transportar más pasajeros en un fuselaje trasero menos cónico. Con 47,3 m de longitud, el 757-200 era 0,640 m más largo que el 727-200, y con una mayor proporción de su volumen interno dedicado al espacio de la cabina, disponía de asientos para 239 pasajeros, o 50 más que su predecesor. La sección transversal del fuselaje, cuyo lóbulo superior era común al 707 y 737, era la única característica estructural importante retenida del 727.

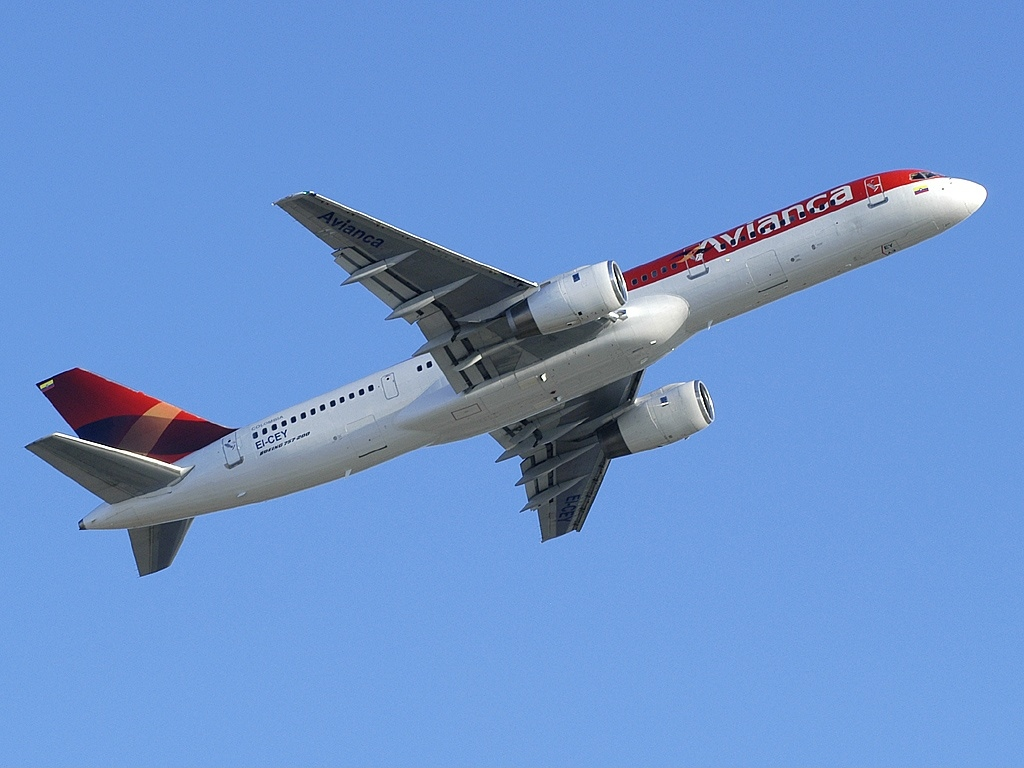
Boeing 757-2Y0 de Avianca

### Producción y pruebas
Boeing construyó una línea de montaje final en su fábrica de Renton en el estado de Washington, lugar de producción del 707, 727 y 737, para producir el 757. A principios del programa de desarrollo, Boeing, British Airways y Rolls-Royce cabildearon sin éxito la industria aeronáutica británica para la fabricación de las alas del 757. En última instancia, alrededor de la mitad de los componentes de la aeronave, incluyendo las alas, la sección de la nariz y el empenaje, se produjeron internamente en las instalaciones de Boeing, y el resto subcontratando empresas principalmente de Estados Unidos. Fairchild Aircraft hizo los slats, Grumman suministró los flaps y Rockwell International produjo el fuselaje principal. El aumento de la producción para el nuevo avión de fuselaje estrecho coincidió con la desaceleración del programa 727, y el montaje final del primer avión comenzó en enero de 1981.

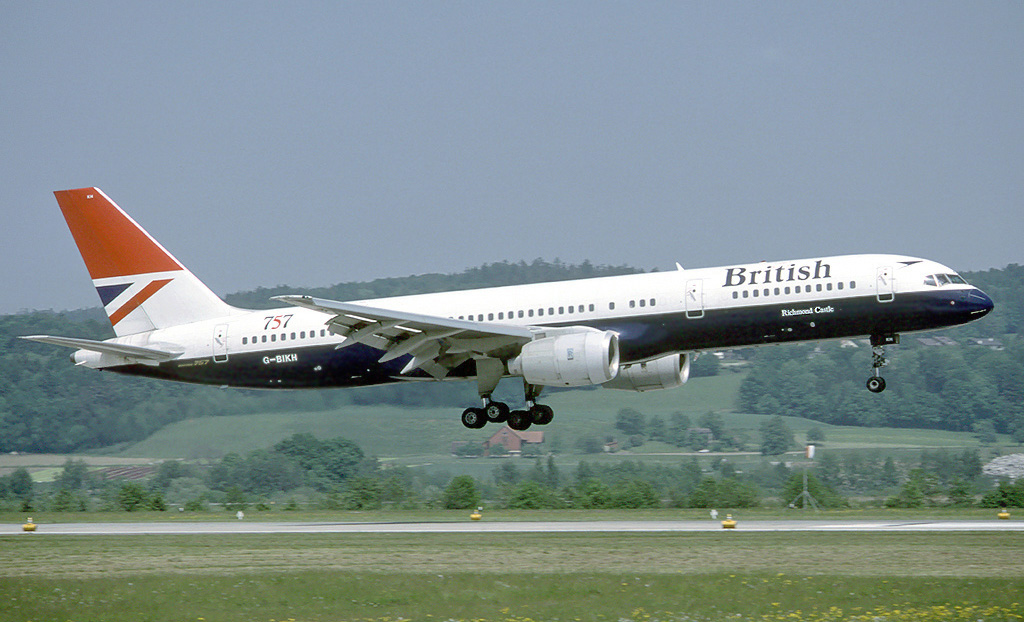
British Airways fue uno de los primeros clientes de 757 propulsado con motores RB211.

El prototipo del 757 salió de la fábrica de Renton el 13 de enero de 1982. La aeronave, equipado con motores RB211-535C, completó su primer vuelo una semana antes de lo previsto el 19 de febrero de 1982. El primer vuelo se vio afectado por un calado del motor, siguiendo indicaciones de baja presión del aceite. Después de verificar el diagnóstico del sistema, el piloto de pruebas de la compañía John Armstrong y el copiloto Lew Wallick fueron capaces de reiniciar el motor afectado y el vuelo transcurrió con normalidad a partir de entonces. Posteriormente, el 757 se embarcó en un programa de pruebas de vuelo semanal de siete días. En ese momento, el avión había recibido 136 pedidos de siete compañías aéreas, como Air Florida, American Airlines, British Airways, Delta Air Lines, Eastern Air Lines, Monarch Airlines y Transbrasil.

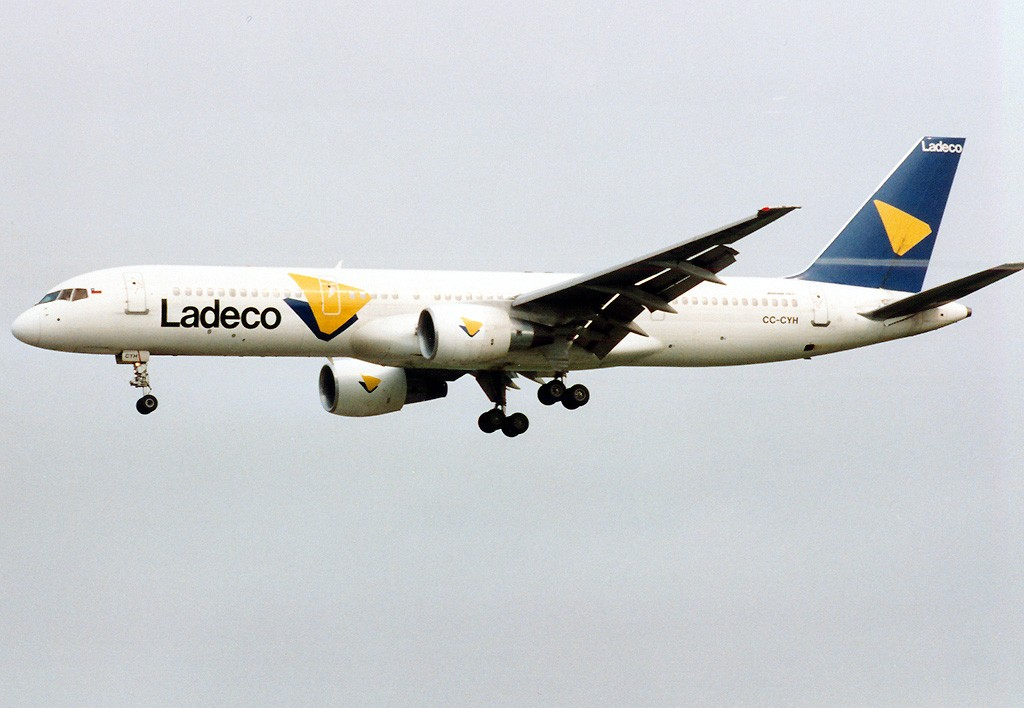
Boeing 757-200 de Ladeco Aterrizando en el Aeropuerto John F. Kennedy.

El programa de pruebas de vuelo del 757, que duró siete meses, utilizó el primero de los cinco aviones construidos. Las tareas incluyeron pruebas de los sistemas de vuelo y propulsión, ensayos climáticos fríos y calientes y vuelo de demostración en las rutas. Los datos del programa 767 ayudaron a acelerar el proceso. Después se identificaron problemas de diseño, las puertas de salida del 757 recibieron mecanismos de doble resorte para facilitar la operación y el fuselaje se reforzó para una mayor resistencia al impacto de aves. El avión de producción fue 1630 kg más ligero que el especificado originalmente, y registró una tasa de consumo de combustible de tres por ciento mejor de lo esperado. Esto dio lugar a un aumento del alcance de 200 millas náuticas (370 km), e incitó a Boeing a promocionar las características de eficiencia de combustible de la aeronave. Después de 1380 horas de pruebas en vuelo, el 757 propulsado por motores RB211 recibió la certificación de la Administración Federal de Aviación (FAA) el 21 de diciembre de 1982, seguido del certificado de la Autoridad de Aviación Civil (CAA) del Reino Unido el 14 de enero de 1983. La primera entrega al cliente de lanzamiento Eastern Air Lines se produjo el 22 de diciembre de 1982, unos cuatro meses después de las primeras entregas del 767. El primer 757 con motores PW2037 lanzado un año más tarde, fue entregado a Delta Air Lines el 5 de noviembre de 1984.

### Entrada de servicio

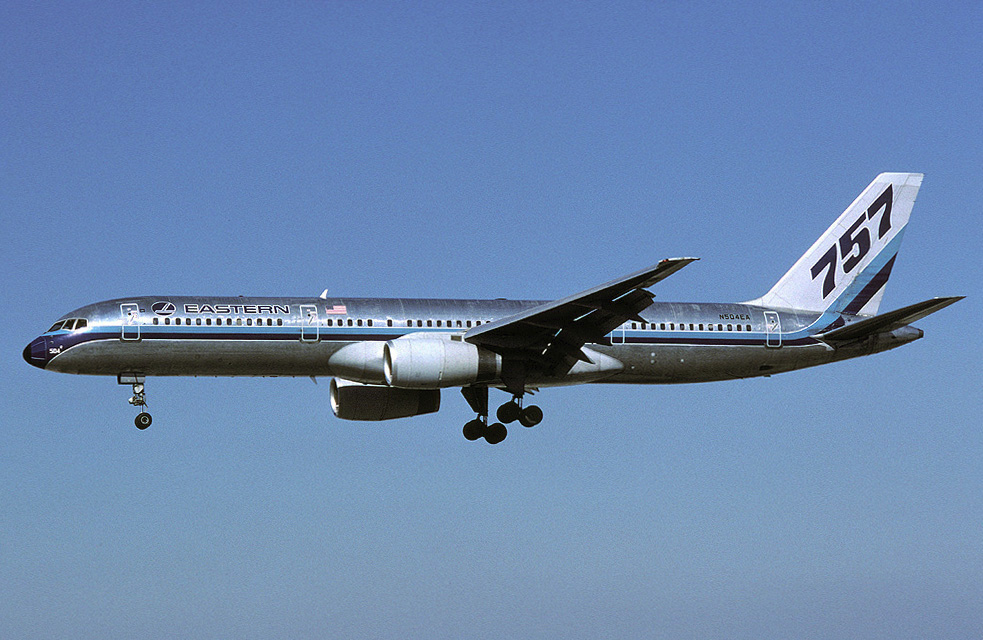
Eastern Air Lines comenzó operaciones domésticas con el 757 en enero de 1983 y posteriormente desplegó la aeronave en rutas transcontinentales.

Eastern Air Lines operó el primer vuelo comercial del 757 el 1 de enero de 1983, en la ruta Atlanta-Tampa. El 9 de febrero de 1983, British Airways comenzó a usar la aeronave para servicios de transporte entre Londres y Belfast, donde reemplazó al trimotor Hawker Siddeley Trident 3B. Las compañías chárter Monarch Airlines y Air Europe también comenzaron operaciones con el 757 ese mismo año. Los primeros operadores señalaron una mayor fiabilidad y un rendimiento más silencioso en comparación con los aviones anteriores. Los cursos de transición facilitaron la introducción de los pilotos a la nueva cabina de tipo CRT y no surgieron mayores problemas técnicos. Eastern Air Lines, el primer operador del 727 en recibir el 757, confirmó que el avión tenía una mayor capacidad de carga útil que su predecesor, además de menores costos de operación gracias a la mejora del consumo de combustible y el uso una cabina con dos miembros de la tripulación. Comparado con el 707 y 727, el nuevo birreactor consumía 42 y 40 % menos de combustible por asiento, respectivamente, en los vuelos típicos de medio recorrido.
A pesar del exitoso debut, las ventas del 757 se estancaron durante la mayor parte de la década de 1980, consecuencia de la disminución de los precios del combustible y el cambio a aviones más pequeños en el mercado de Estados Unidos después de la desregulación. Aunque no existía ningún competidor directo, aviones de medio recorrido de 150 plazas, como el McDonnell Douglas MD-80 eran más baratos de adquirir y transportaban casi tantos pasajeros como los 757 de algunas aerolíneas. Una sequía de ventas de tres años disminuyó en noviembre de 1983, cuando Northwest Airlines hizo un pedido para 20 aviones, que evitó una disminución en la tasa de producción. En diciembre de 1985, fue anunciado un modelo de carga, el 757-200PF, después de una orden de lanzamiento para 20 aviones de UPS Airlines, y en febrero de 1986, un modelo mixto de carga y pasajeros, el 757-200M, fue lanzado con un pedido de un avión de Royal Nepal Airlines. El modelo de carga incluyó una bodega de carga en cubierta la principal y entró en servicio con UPS en septiembre de 1987. El modelo combinado que puede llevar carga y pasajeros en su cubierta principal, entró en servicio con Royal Nepal Airlines en septiembre de 1988.
A finales de 1980, la creciente congestión de los centros de conexión y la aparición de las regulaciones de ruido de los aeropuertos de Estados Unidos impulsaron un repunte de las ventas del 757. Desde 1988 a 1989, las compañías aéreas colocaron 322 pedidos, incluyendo un total combinado de 160 órdenes de American Airlines y United Airlines. Por este tiempo, el de 757 se hace cada vez más común en los vuelos nacionales de corto recorrido y servicios transcontinentales en los EE. UU., y había sustituido a los envejecidos 707, 727, Douglas DC-8 y McDonnell Douglas DC-9. El alcance máximo del 757-200 de 7220 km, que era más de una vez y media la del 727, permitió a las empresas operar la aeronave en rutas más largas sin escalas. El 757 también fue trasladado fuera de los aeropuertos de la estricta normativa de ruido, tal como Aeropuerto John Wayne en el condado de Orange, California, y aeropuertos con restricciones de tamaño de las aeronaves, como el Aeropuerto Nacional de Washington cerca del centro de Washington D. C. Los mayores operadores estadounidenses, Delta Air Lines y American Airlines, en última instancia operaban flotas de más de 100 aviones cada uno.

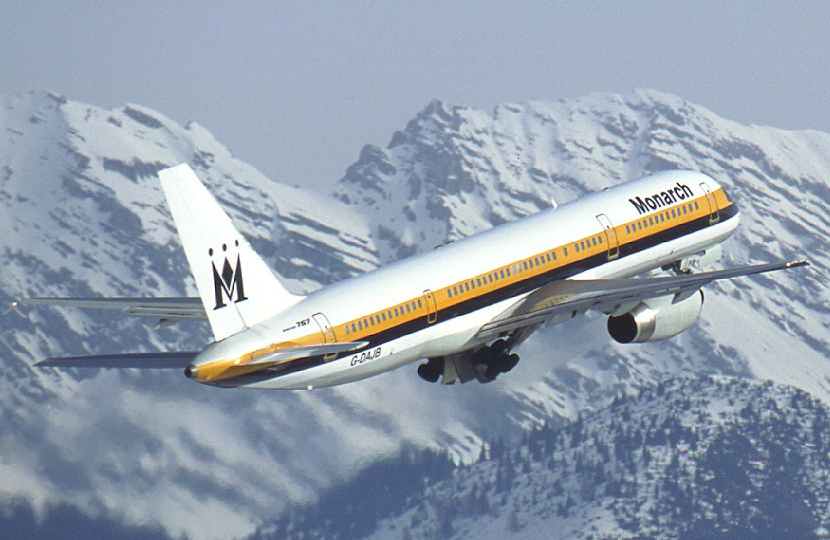
Monarch Airlines comenzó servicios chárter con el 757 en marzo de 1983.

En Europa, British Airways, Iberia e Icelandair eran los mayores clientes del 757, mientras que otras compañías como Lufthansa rechazan este modelo como demasiado grande para sus necesidades de aviones de fuselaje estrecho. Muchas compañías de vuelos chárter europeas, entre ellas Air 2000, Air Holland y LTU International, también adquirieron el birreactor para vuelos vacacionales y paquetes turísticos a finales de 1980. En Asia, donde los aviones más grandes eran comúnmente preferidos debido a los grandes volúmenes de pasajeros, el 757 recibe menos pedidos. Una demostración de ventas en 1982 no logra atraer al cliente potencial Japan Airlines, y el primer cliente asiático, Singapore Airlines, vendió sus cuatro 757 en 1989, en favor del Airbus A310 del fuselaje ancho y de 240 asientos, solo cinco años después de su debut en las rutas de Indonesia y Malasia. Las ventas del 757 fueron mejores en China, donde después de una compra inicial por la Administración de Aviación Civil de China (CAAC) en 1987, los pedidos aumentaron a 59 aviones, convirtiéndose el mercado más grande de Asia. Operadores como China Southern, China Southwest, Shanghai Airlines, Xiamen Airlines Xinjiang Airlines utilizan el 757 en las rutas nacionales longitud media.
En 1986, la FAA aprobó a los 757 propulsados por motores RB211 para operaciones ETOPS sobre el Atlántico Norte, siguiendo precedentes establecidos por el 767. Bajo las regulaciones ETOPS, un conjunto de normas de seguridad que rigen los vuelos de bimotores sobre los océanos y otras áreas sin sitios de aterrizaje cercano adecuados, las aerolíneas comenzaron a utilizar el avión para rutas intercontinentales rango medio. Aunque el 757 no fue pensado originalmente para vuelos transoceánicos, los reguladores basaron su decisión en su récord de rendimiento confiable en servicios transcontinentales extendidos en Estados Unidos. La certificación ETOPS para los 757 equipados con motores de la serie PW2000 fue concedida en 1992.
A principios de 1990, la FAA y otras agencias del gobierno de Estados Unidos, incluyendo la Administración Nacional de la Aeronáutica y del Espacio (NASA) y la Junta Nacional de Seguridad del Transporte (NTSB), comenzaron a estudiar las características de estela turbulenta del 757. Esto siguió a varios incidentes, entre ellos dos accidentes mortales en los que pequeñas aeronaves privadas experimentaron pérdida de control durante el vuelo cercano al bimotor. Aviones más pequeños también habían sufrido movimientos ondulantes inesperados al volar detrás los 757. Los investigadores se centraron en el diseño del ala supercrítica de la aeronave, que en ciertos puntos durante el despegue o el aterrizaje podría producir vórtices en el extremo del ala que eran más fuertes que los que emanan de los más grandes 767 y 747. Otras pruebas no fueron concluyentes, lo que llevó al debate entre los organismos gubernamentales, y en 1994 y 1996 las regulaciones de control de tráfico aéreo actualizadas de la FAA exigía una mayor separación detrás de los 757 que de otros jets de gran categoría. El 757 se convirtió en el único avión de pasajeros de menos de 136 000 kg en ser clasificado como un avión «pesado», junto con aviones de fuselaje ancho, bajo las reglas de separación de la FAA.

### Versión extendida
La producción del 757 alcanzó su punto máximo a una tasa anual de 100 aviones a principios de 1990, durante el cual modelos actualizados fueron objeto de consideración. Durante más de una década, el birreactor de fuselaje estrecho había sido único avión de pasillo único de su fabricante sin una variante alargada, y aunque los rumores de un 757-200X de largo alcance y un 757-300X persistieron, no se habían hecho anuncios formales. Las compañías de vuelos chárter europeas estaban particularmente interesadas en una versión con mayor capacidad que podría aprovechar mejor el alcance del 757. Además de satisfacer las necesidades de los clientes chárter, un modelo más grande permitiría a Boeing igualar las capacidades de transporte de pasajeros del 767-200 con menores costos de operación, y contrarrestar las versiones de mayor alcance del Airbus A321 de 185 asientos, una nueva variante alargada del avión de fuselaje estrecho A320.

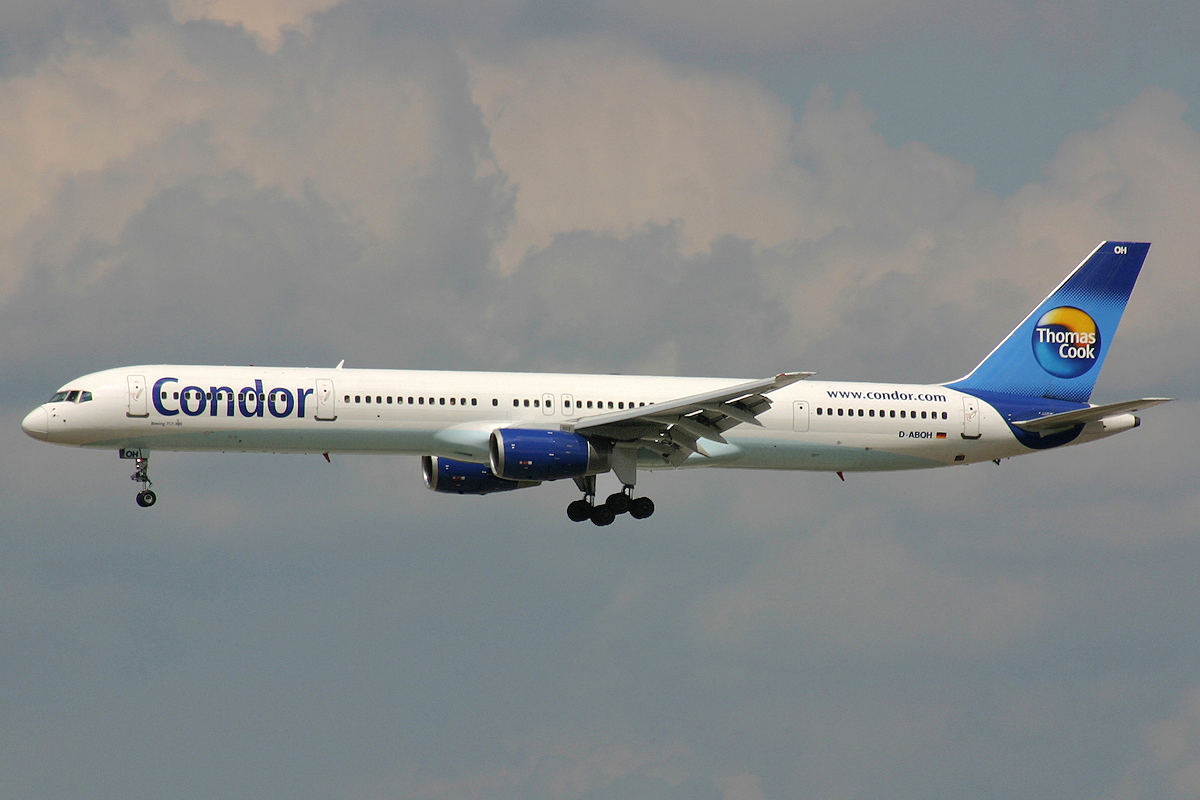
Condor se convirtió en el primer operador del 757-300 en marzo de 1999.

En septiembre de 1996, a raíz de una orden de lanzamiento para 12 aviones de la aerolínea chárter Condor, Boeing anunció el 757-300 en el Salón Aeronáutico de Farnborough. El nuevo modelo era 7,13 m más largo que el 757-200, resultando en espacio para 50 pasajeros más y casi 50 % más carga. La fase de diseño de este modelo estaba destinada a ser la más corta en la historia de su fabricante, con 27 meses desde el lanzamiento a la certificación. Debido a los problemas de desarrollo y de costos, no se implementaron mejoras radicales como la cabina avanzada del estilo 737 Next Generation. En cambio, el derivado alargado recibió motores mejorados, aviónica mejorada y un interior rediseñado. El primer 757-300 salió de la línea de montaje el 31 de mayo de 1998 y completó su primer vuelo el 2 de agosto del mismo año. Tras la certificación reglamentaria en enero de 1999, el modelo entró en servicio con Condor el 19 de marzo de 1999.
El 757-300 fue además ordenado por American Trans Air, Arkia Israel Airlines, Continental Airlines, Icelandair y Northwest Airlines. Las ventas para esta versión se mantuvieron lentas, y en última instancia totalizaron 55 aviones. Boeing había planeado el 757-300 como un potencial reemplazo del 767-200 para dos de sus clientes más importantes, American Airlines y United Airlines, pero ninguno se encontraban en una situación financiera que le permitiese invertir en un nuevo avión. El acercamiento a otras compañías de vuelos chárter tampoco dio lugar a nuevas órdenes. Para noviembre de 1999, ante la disminución de las ventas y una cartera reducida a pesar del lanzamiento del 757-300, Boeing comenzó a estudiar una disminución en las tasas de producción del 757.

### Otros desarrollos
Si bien el programa 757 había sido un éxito financiero, el descenso de las ventas en la década de 2000 amenazaron su viabilidad. Las compañías aéreas estaban gravitando nuevamente hacia aeronaves más pequeñas, ahora principalmente 737 y A320, debido a su reducido riesgo financiero. Una desaceleración de la industria aérea y al gran número de 757 relativamente jóvenes que ya están en servicio también redujo la demanda de los clientes. En 2000, estimulado por el interés de Air 2000 y Continental Airlines, Boeing reexaminó la posibilidad de construir un 757-200X de mayor alcance. El derivado propuesto habría ofrecido tanques auxiliares de combustible, además de las actualizaciones del ala y el tren de aterrizaje del 757-300, resultando en un mayor MTOW y un posible aumento de alcance de más de 9260 km. Sin embargo, la propuesta no obtuvo ningún pedido. En marzo de 2001, Boeing entregó el primer 757-200SF, un 757-200 de segunda mano convertido para su uso como carguero a DHL Aviation. El 757-200SF marcó la primera incursión del fabricante en las conversiones de pasajeros a carguero.

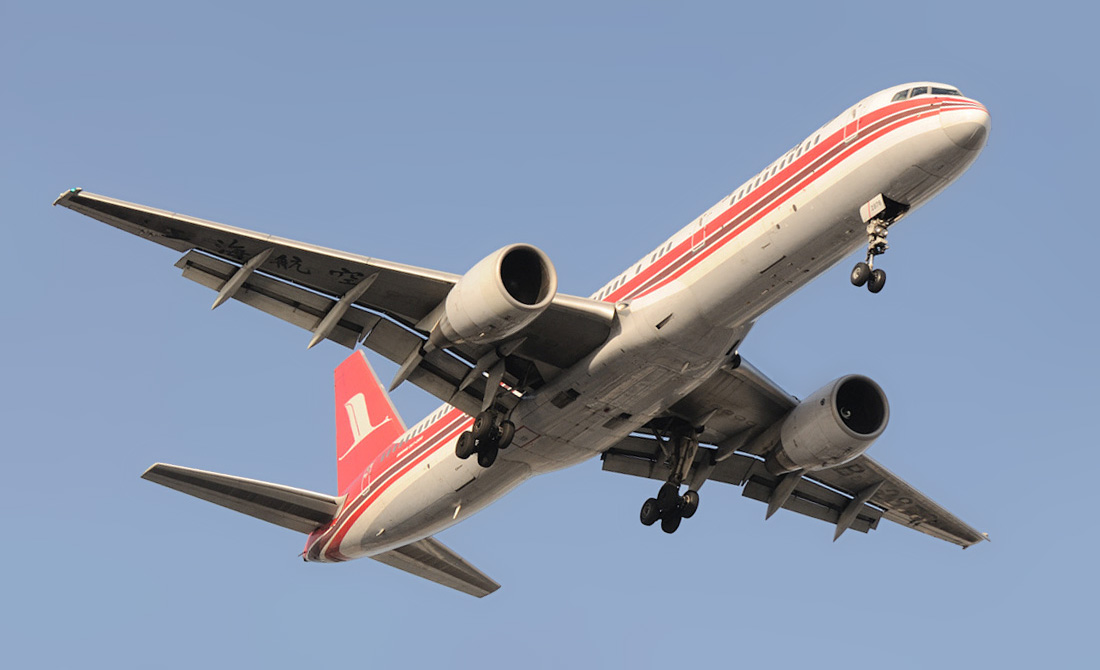
Shanghai Airlines recibido el último 757 producido, B-2876, en noviembre de 2005.

El interés de los clientes en los nuevos 757 siguió disminuyendo, y en 2003, una renovada campaña de ventas centrada en el 757-300 y 757-200PF arrojó solo cinco nuevos pedidos. En octubre de 2003, tras la decisión de Continental Airlines de cambiar sus restantes órdenes de 757-300 a 737-800, Boeing anunció el fin de la producción del 757. La N.º 1050 y última aeronave, un 757-200 construido para Shanghai Airlines, salió de la línea de producción en la fábrica de Renton en 28 de octubre de 2004, y fue entregado el 28 de noviembre de 2005, después de varios meses de almacenaje. Con la conclusión del programa 757, Boeing consolidó el montaje del 737 en su fábrica de Renton, reduciendo sus instalaciones en un 40 por ciento y desplazando personal a diferentes lugares.
Desde el final de la producción, la mayoría de los 757 han permanecido en servicio, principalmente en los Estados Unidos. Desde 2004 hasta 2008, el costo promedio de combustible en Estados Unidos para los típicos vuelos de cabotaje de medio recorrido se triplicaron, presionando a aerolíneas a mejorar la eficiencia de combustible de sus flotas. En mayo de 2005, la FAA otorgó aprobación regulatoria para los blended winglets del fabricante Aviation Partners Incorporated como una modificación en el 757-200. Los winglets mejoran la eficiencia de combustible en un cinco por ciento e incrementar el rango por 370 km a través de la reducción de la resistencia inducida. Continental Airlines fue la primera aerolínea en ordenar dispositivos de punta alar para el 757-200 y en febrero de 2009 se convirtió en el primer operador de 757-300 con winglets.

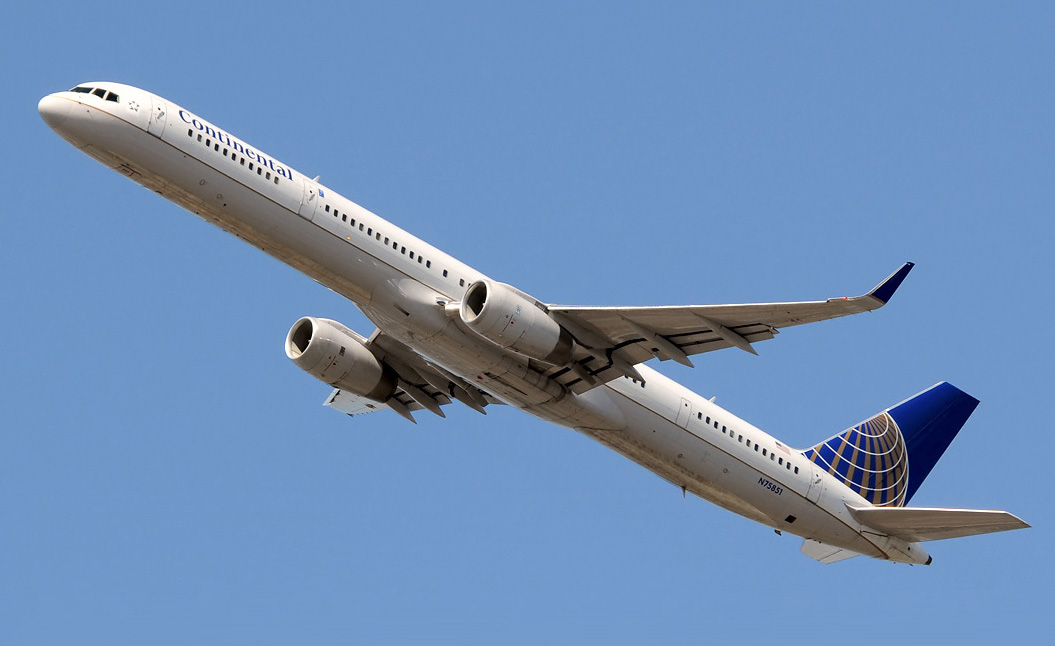
757-300 de Continental Airlines con blended winglets, que reducen la resistencia inducida y mejoran la eficiencia de combustible.

En la década de 2010, el 757 ha permanecido como el único avión de fuselaje estrecho en las flotas de las cuatro aerolíneas tradicionales de Estados Unidos: American Airlines, Delta Air Lines, United Airlines y US Airways. Durante este período, las capacidades y alcance del 757 se han mantenido prácticamente sin igual entre los aviones de fuselaje estrecho; cuando se selecciona un avión de reemplazo, las aerolíneas han tenido que reducir el tamaño, ya sea a los más pequeños aviones de pasillo único en producción, con menos asientos y menos alcance, como el 737-900ER y A321, o migrar a los aviones de fuselaje ancho, más grandes y de mayor alcance, 787 Dreamliner y A330-200. El Tupolev Tu-204, un birreactor de fuselaje estrecho introducido en 1989 con un diseño similar a los del 757, se ofrece en una versión de 200 asientos, que ha visto una producción limitada para los clientes, principalmente rusos. Dentro de Boeing, el 737-900ER con 215 asientos y 5930 kilómetros de alcance ha sido considerados como el avión en producción más cercano al 757-200 En 2014, Airbus empezó a comercializar una versión de mayor alcance, el A321neo, cuyo más cercano competidor es el remotorizado 737 MAX-9 de Boeing.
Funcionarios de Boeing declararon en 2011 que el fabricante no tiene planes para desarrollar un avión de 200 asientos para sustituir sus aviones de fuselaje estrecho más grandes. En su lugar, estaba siendo considerada una nueva familia de aviones, cuyo nombre en código Y1, para los mercados de 145 a 180 asientos cubiertos por los 737-700 y 737-800. Los modelos Y1 alargados o una versión de mediano alcance del 787 Dreamliner eran posibles sustitutos para el 757. En 2012, después de dejar de lado el proyecto Y1 a favor del rediseñado y remotorizado 737 MAX, Boeing indicó que los modelos más grandes del 737 MAX cubrirían la mayor parte del mercado del 757. Al mismo tiempo, el fabricante también reveló que estaba llevando a cabo estudios para un sucesor del 757 de largo recorrido, dirigido a las rutas transatlánticas. Boeing considera un desarrollo paralelo junto con el reemplazo del 737, similar a cuando el 757/767 fueron desarrollados en la década de 1970, donde compartieron alrededor del 40% en común.

## Diseño

### Descripción general

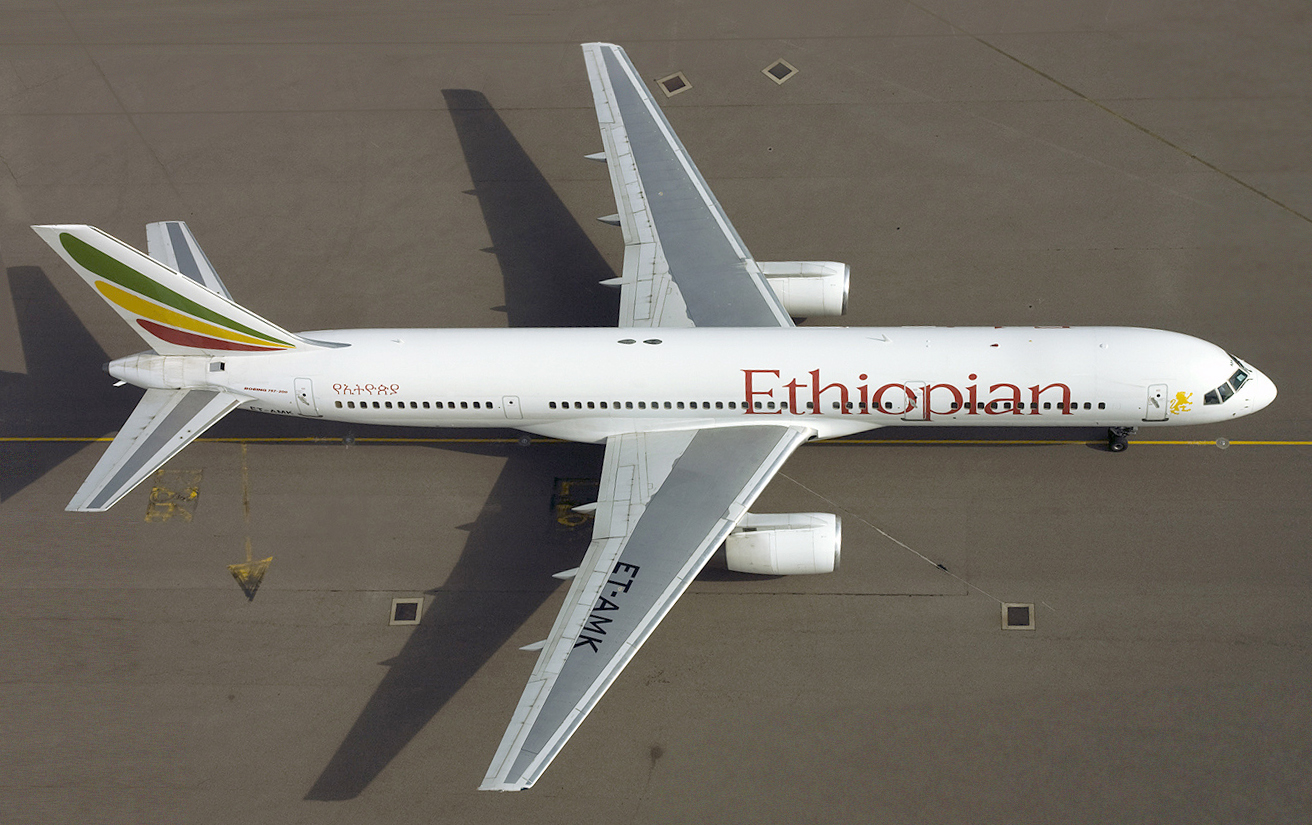
Vista aérea de un 757-200 de Ethiopian Airlines en el Aeropuerto de Londres-Heathrow.

El 757 es un monoplano de ala baja cantilever con una unidad de cola convencional de una sola aleta y timón. Cada ala cuenta con una sección transversal supercrítica y está equipada con cinco paneles de slats en el borde de ataque, flaps ranurados simples y doble, un alerón exterior y seis spoilers. Las alas son prácticamente idénticas en todos las variantes de 757, con una flecha de 25 grados y optimizadas para una velocidad de crucero de Mach 0,8 (858 km/h). El barrido reducido del ala elimina la necesidad de alerones interiores, pero induce un ligero impacto de arrastre en las rutas de corto y medio radio. La estructura incorpora además plástico reforzado con fibra de carbono en la superficie de las alas, carenados y paneles de acceso de Kevlar, además de la mejora de las aleaciones de aluminio que en su conjunto reducen el peso total de 950 kg.
Para distribuir el peso de la aeronave en tierra, El 757 tiene un tren de aterrizaje triciclo retráctil con cuatro ruedas en cada tren principal y dos en el tren de morro. El tren de aterrizaje diseñado a propósito debía ser más alto que el de los anteriores aviones de fuselaje estrecho de la compañía con el fin de proporcionar la distancia al suelo para los modelos extendidos. En 1982, el 757-200 se convirtió en el primer avión subsónico en ofrecer frenos de carbono como una opción de fábrica, suministrados por Dunlop. La variante 757-300 cuenta con un patín de cola retráctil en su fuselaje de popa para evitar daños si la sección de cola contacta con la superficie de la pista durante el despegue.
Además de aviónica y sistemas informáticos comunes, el 757 comparte la unidad de energía auxiliar, sistemas eléctricos, cubierta de vuelo y piezas hidráulicas con el 767. A través de comunalidad operacional, los pilotos del 757 pueden obtener una habilitación de tipo común para volar el 767 y compartir la misma antigüedad con los pilotos de ambos aviones. Esto reduce los costes para las aerolíneas que operan ambos birreactores.

### Sistemas de vuelo

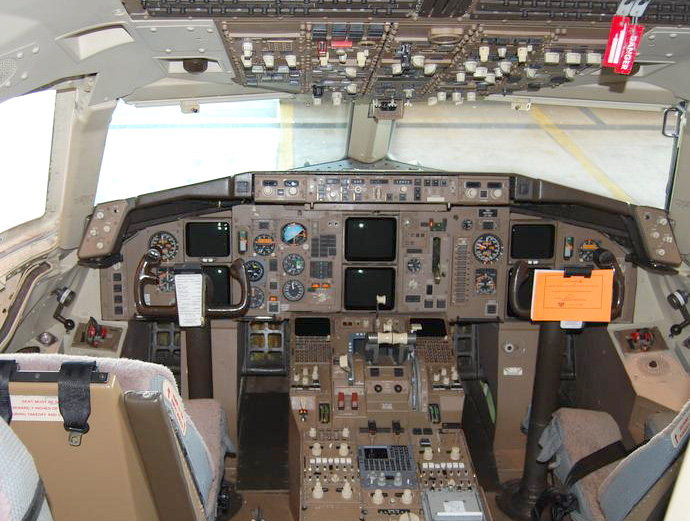
Cabina de dos tripulantes de un 757-200 de American Airlines con pantallas CRT

La cabina de vuelo del de 757 emplea seis pantallas CRT de Rockwell Collins para visualizar la instrumentación de vuelo, así como un sistema electrónico de instrumentos de vuelo (EFIS) y un sistema de indicación del motor y de alerta a la tripulación (EICAS). Estos sistemas permiten a los pilotos manejar las tareas de monitoreo previamente realizadas por el ingeniero de vuelo. Un mejor sistema de gestión de vuelo, mejorado en versiones utilizadas en los primeros 747, automatiza la navegación y otras funciones, mientras que un sistema de aterrizaje automático facilita los aterrizajes por instrumentos CAT IIIb en condiciones de baja visibilidad. El sistema de referencia inercial (IRS), que debutó con el 757-200, fue el primero en incorporar giroscopios láser. En el 757-300 la cabina de vuelo cuenta con un equipo de gestión de vuelo Pegasus de Honeywell, EICAS mejorado y sistemas de software actualizados.
Para acomodar el mismo tablero de mandos del 767, el 757 tiene la sección del morro más redondeada que los aviones de fuselaje estrecho anteriores. El espacio resultante tiene una visibilidad despejada del panel de instrumentos y espacio para un asiento de observador. El piso inclinado hacia abajo y la utilización de las mismas ventanas frontales que en el Boeing 767 permite a los pilotos a tener los mismos ángulos de visión en ambos aparatos.
Tres sistemas hidráulicos independientes están instalados en el 757, uno potenciado por cada motor y el tercero usando bombas eléctricas. Está equipado con una turbina de aire de impacto para proporcionar energía para los controles esenciales en caso de emergencia. Una forma básica de fly-by-wire facilita la operación de los alerones, utilizando señalización eléctrica en lugar de los cables de control tradicionales. El sistema fly-by-wire, que comparte con el 767, reduce el peso y prevé el funcionamiento independiente de spoilers individuales. Cuando está equipado para operaciones de alcance extendido, el 757 cuenta con un generador de motor hidráulico de respaldo y un ventilador de refrigeración adicional en la bahía electrónica de la aeronave.

### Interior
El interior del 757 permite disposiciones de hasta seis asientos por fila con un solo pasillo central. Originalmente optimizado para vuelos promedio de dos horas, el 757 está equipado con iluminación interior y la arquitectura de la cabina está diseñada para dar una impresión de más espacio. Los compartimientos de equipaje tienen el doble de capacidad que los del anterior 727. Para ahorrar peso, los paneles interiores y compartimientos tienen una estructura de nido de abeja. A diferencia de los modelos anteriores de rampas de evacuación, que no están equipadas para acuatizajes, las salidas principales del 757 cuentan con balsas salvavidas inflables similares a los encontrados en el 747. En la década de 1980, Boeing alteró los diseños de interiores de sus otros aviones de fuselaje estrecho para que fueran similares al del 757.
En 1998, el 757-300 debutó con un interior rediseñado derivado del 737 Next Generation y 777, incluyendo paneles del techo tallados, iluminación indirecta y compartimentos superiores más grandes con un pasamanos continuo opcional incorporado en su base para toda la longitud de la cabina. También se añadieron contenedores de almacenamiento en la línea central montados en el techo del pasillo para balsas de evacuación adicionales y otros equipos de emergencia. El interior del 757-300 más tarde se convirtió una opción en todos los nuevos 757-200. En 2000, con el equipaje de mano con ruedas cada vez más popular, Delta Air Lines comenzó la instalación de extensiones en los compartimentos superiores en sus 757-200s para proporcionar espacio de almacenamiento adicional, y American Airlines hizo lo mismo en 2001. Los contenedores más grandes son parte de mejoras interiores del mercado de accesorios que incluyen paneles del techo e iluminación actualizados.

## Componentes del 757-300
Estados Unidos -  Reino Unido

### Electrónica
| Sistema                                       | País                      | Fabricante           | Notas          |
| --------------------------------------------- | ------------------------- | -------------------- | -------------- |
| Red de datos                                  |                           |                      | ARINC 429      |
| ADIRUs                                        | Bandera de Estados Unidos | Honeywell            | 3              |
| Sensores AoA                                  | Bandera de Estados Unidos | Goodrich Corporarion | 2              |
| TAWS                                          | Bandera de Estados Unidos | Honeywell            | EGPWS          |
| RAAS (opción 2004)                            | Bandera de Estados Unidos | Honeywell            | EGPWS          |
| ACAS II                                       | Bandera de Estados Unidos | Honeywell            |                |
| Transpondedor (opción 1996)                   | Bandera de Estados Unidos | ACSS                 | XS-950         |
| Transpondedor (opción 2016)                   | Bandera de Estados Unidos | ACSS                 | NXT-800        |
| Sistemas de gestión del vuelo (FMS, original) | Bandera de Estados Unidos | Honeywell            | 2 × Pegasus    |
| Lenguajes de programación de los Pegasus      |                           |                      | Ada            |
| CPUs de los Pegasus                           | Bandera de Estados Unidos | AMD                  | 29050          |
| Sistemas de gestión del vuelo (FMS, opción)   | Bandera de Estados Unidos | Honeywell            | 2 × Pegasus II |
| CPUs de las Pegasus II                        | Bandera de Estados Unidos | Honeywell            | 29KII          |

### Propulsión
| Sistema        | País                      | Fabricante           | Notas         |
| -------------- | ------------------------- | -------------------- | ------------- |
| Motor (opción) | Bandera del Reino Unido   | Rolls-Royce Holdings | 2 × RB211-535 |
| Motor (opción) | Bandera de Estados Unidos | Pratt & Whitney      | 2 × PW2000    |

## Variantes

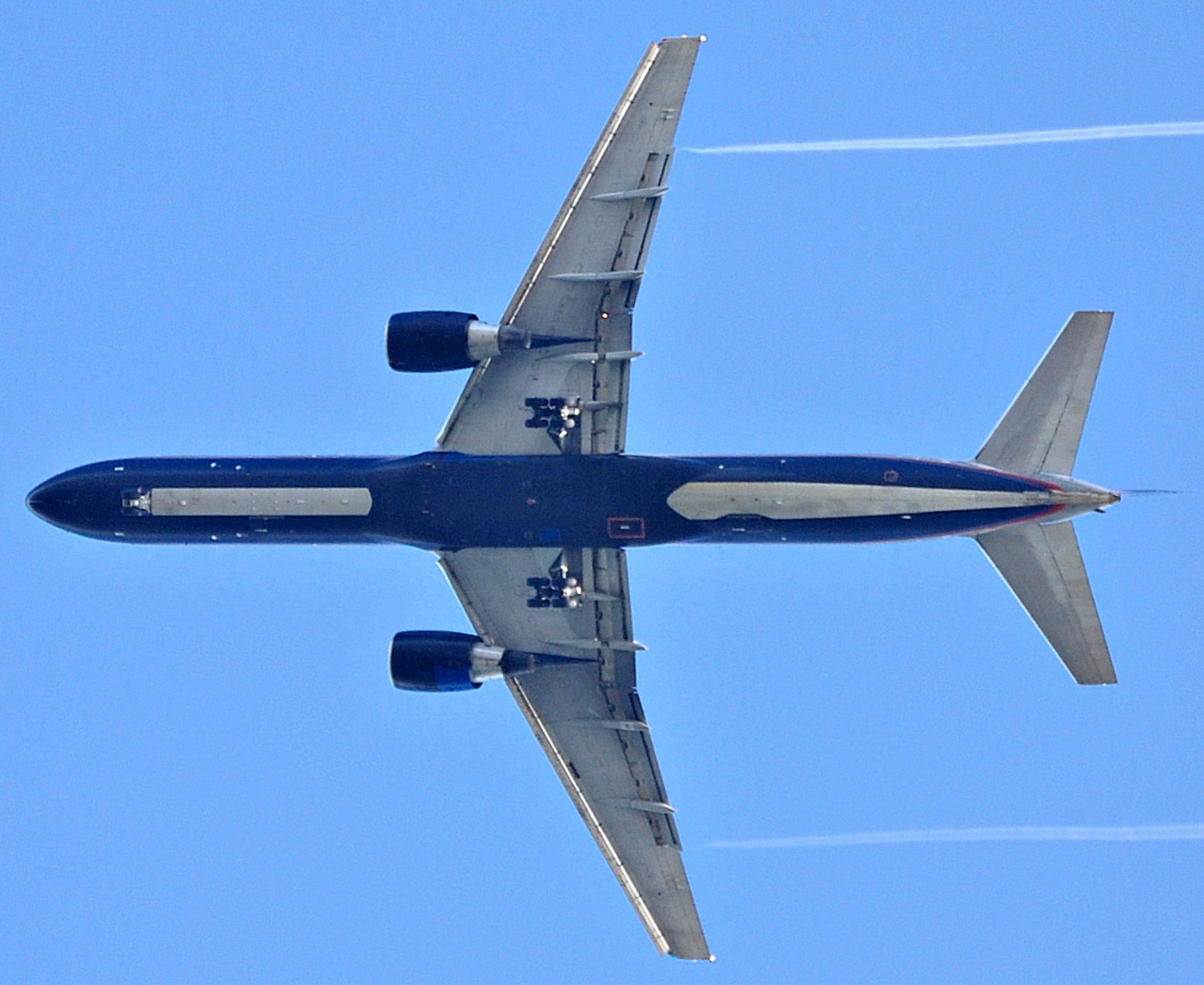
Vista de la superficie alar de un 757-200 de United Airlines en la aproximación final con el tren de aterrizaje, flaps y slats extendidos

El 757 fue producido en longitudes estándar y extendida. El original 757-200 debutó como modelo de pasajeros, y posteriormente fue desarrollado en los modelos de carga 757-200SF y 757-200PF, así como la variante convertible 757-200M. El 757-300 solo estaba disponible como modelo de pasajeros. Cuando se hace referencia a las diferentes versiones, Boeing y algunas aerolíneas contraen el número de modelo (757) y el designador de la variante (por ejemplo –200 o –300) en una forma truncada (por ejemplo «752» o «753»). La Organización de Aviación Civil Internacional (ICAO) clasifica todas las variantes basadas en el 757-200 bajo el código «B752», mientras que el 757-300 se denomina «B753».

### 757-100
Este es el diseño inicial con 150 plazas, creado como reemplazo directo del 727. Apenas despertó interés, así que no fue fabricado. Es el más pequeño de los tres del Boeing 757 200 y 300

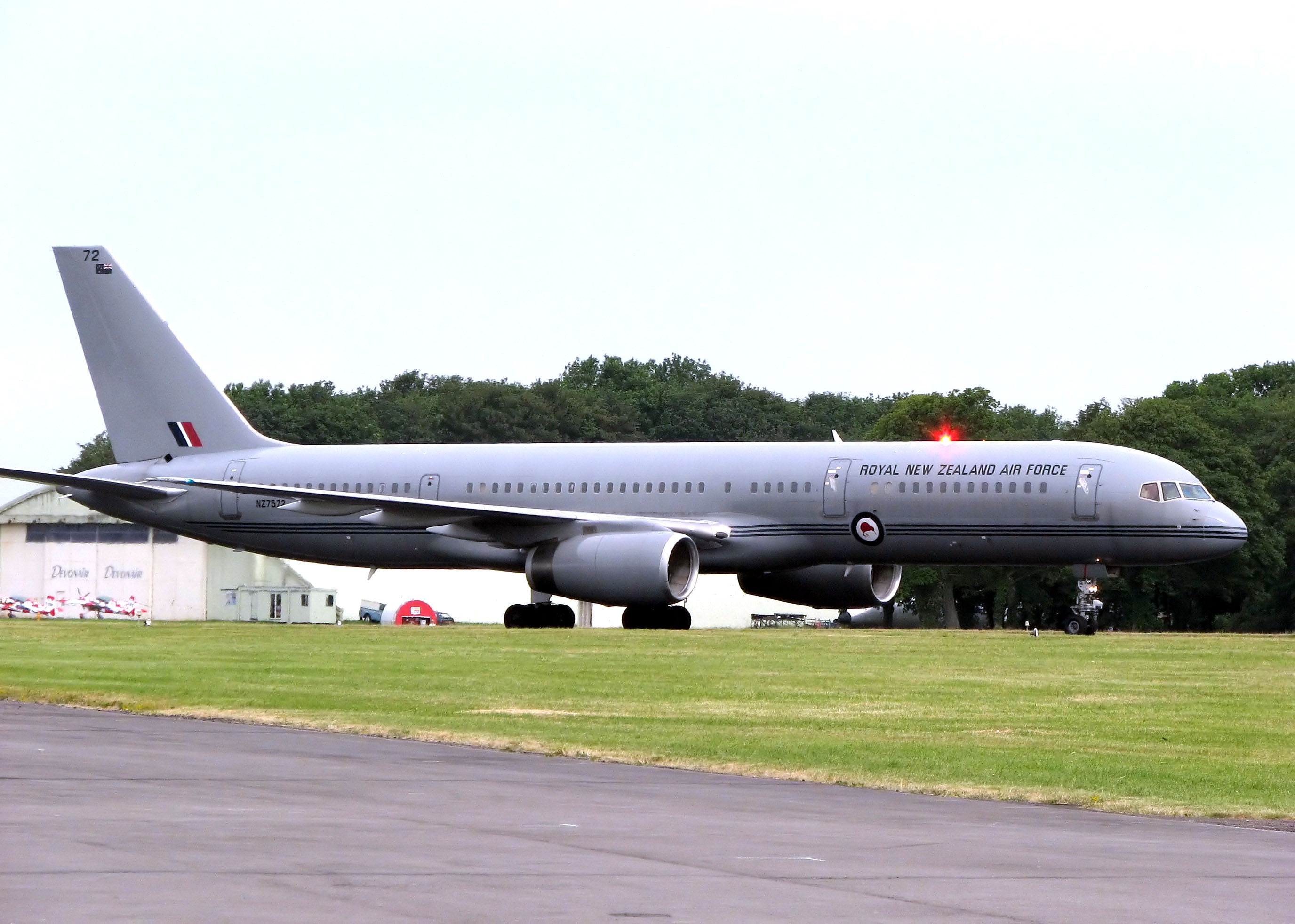
Boeing 757-200 de la RNZAF (Real Fuerza Aérea de Nueva Zelanda) (NZ7572).

### 757-200
El 757-200, la versión definitiva de la aeronave, entró en servicio con Eastern Air Lines en 1983. Este modelo fue producido con dos configuraciones de puertas diferentes, ambos con tres puertas estándar por lado: la versión básica tiene una cuarta puerta más pequeña en cada lado en la parte posterior de las alas, y está certificado para una capacidad máxima de 239, mientras que la versión alternativa tiene un par de salidas de emergencia a cada lado sobre las alas, y tiene capacidad para un máximo de 224. El 757-200 fue ofrecido con un peso máximo al despegue de hasta 116 000 kg; algunas aerolíneas y publicaciones se han referido a las versiones con peso bruto superior y certificación ETOPS como «757-200ER», pero esta designación no es utilizada por el fabricante. El primer motor para equipar el 757-200, el Rolls-Royce RB211-535C, fue sustituido por el mejorado RB211-535E4 en octubre de 1984. Otros motores utilizados incluyen el RB211-535E4B, junto con el PW2037 y PW2040 de Pratt & Whitney.
Aunque está diseñado para rutas de corta y mediana duración, el 757-200 ha sido utilizado en una variedad de roles que van desde servicios de transporte de alta frecuencia hasta rutas transatlánticas. En 1992, después de obtener la aprobación ETOPS, American Trans Air lanzó servicios transpacíficos entre Tucson y Honolulu con el 757-200. Desde el comienzo del siglo, las aerolíneas de largo recorrido de Estados Unidos han desplegado cada vez más este modelo en las rutas transatlánticas a Europa, y en particular a las ciudades más pequeñas donde el volumen de pasajeros es incapaz de soportar aviones de fuselaje ancho. La producción para el 757-200 totalizó 913 aviones, haciendo de esta versión de lejos la más popular de los modelos 757. En julio de 2014, 756 aeronaves de diferentes versiones 757-200 estaban en servicio.

### 757-200PF

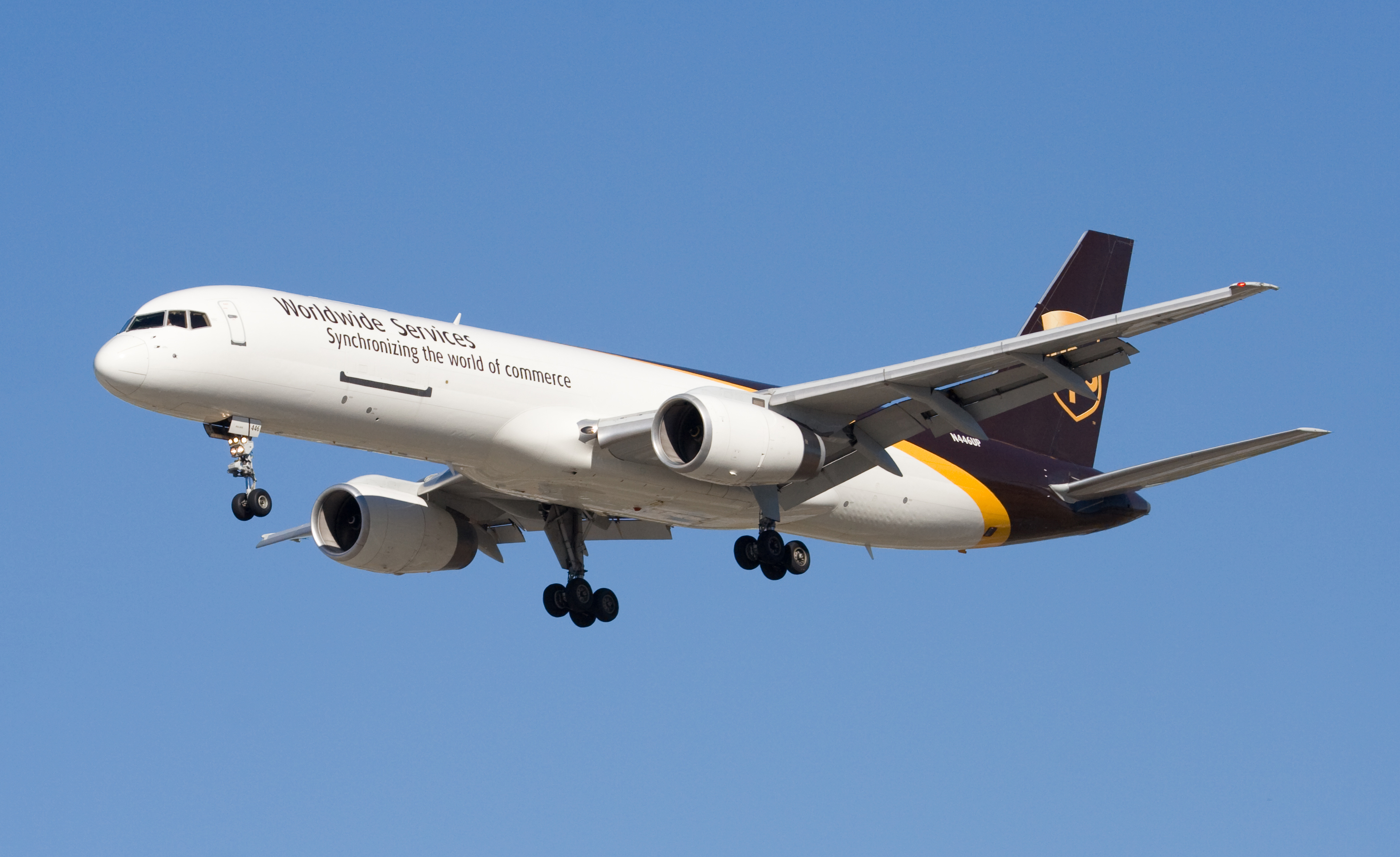
757-200PF de UPS Airlines llegando al Aeropuerto Internacional de San José.

El 757-200PF (package freighter), la versión de carga del 757-200, entró en servicio con UPS Airlines en 1987. Dirigido al mercado de entrega de paquetes durante la noche, puede transportar hasta 15 contenedores o pallets en su cubierta principal, para un volumen de hasta 187 m³, mientras que sus dos bodegas inferiores pueden transportar hasta 51,8 m³ de carga a granel. La capacidad máxima de carga es 39 800 kg incluyendo el peso del contenedor. El 757-200PF está certificado con un peso máximo de despegue de 116 000 kg; cuando está completamente cargado, el avión puede volar hasta 5830 km. Debido a que no lleva ningún pasajero, puede operar vuelos transatlánticos libre de restricciones ETOPS. Está equipado con motores RB211-535E4B de Rolls-Royce, o PW2037 y PW2040 de Pratt & Whitney.
Cuenta con una amplia puerta de carga en la cubierta principal, ubicada a babor de la sección delantera del fuselaje. Adyacente a la puerta de carga está una puerta de salida estándar usada por los pilotos. Se eliminaron el resto de salidas de emergencia y las ventanas de la cabina. La bodega de carga de la cubierta principal tiene un revestimiento uniforme de fibra de vidrio, y una barrera rígida fija con una puerta de acceso deslizante sirve como pared de contención junto a la cabina de vuelo. Las bodegas inferiores pueden ser equipadas con un sistema de equipaje telescópico para cargar módulos hechos a medida. Cuando está equipado para las operaciones transatlánticas de autonomía extendida, los 757-200PF de UPS cuentan con una unidad de potencia auxiliar actualizada, equipos de extinción de incendios adicional en el compartimiento de carga, aviónica mejorada y un tanque de combustible adicional opcional en la bodega inferior a popa. La producción total para el 757-200PF ascendió a 80 aviones. En julio de 2014, 78 de ellos estaban en servicio.

### 757-200M
El 757-200M, una versión convertible capaz de transportar carga y pasajeros en su cubierta principal, entró en servicio con Royal Nepal Airlines en 1988. También conocido como 757-200 Combi, el modelo conserva las ventanas de pasajeros y puertas de la cabina del 757-200, pero se le agregó una puerta de carga a babor de la parte delantera, similar al 757-200PF. Royal Nepal Airlines con sede en Katmandú, posteriormente renombrada Nepal Airlines, incluyó el modelo convertible como parte de un pedido de dos 757 en 1986.

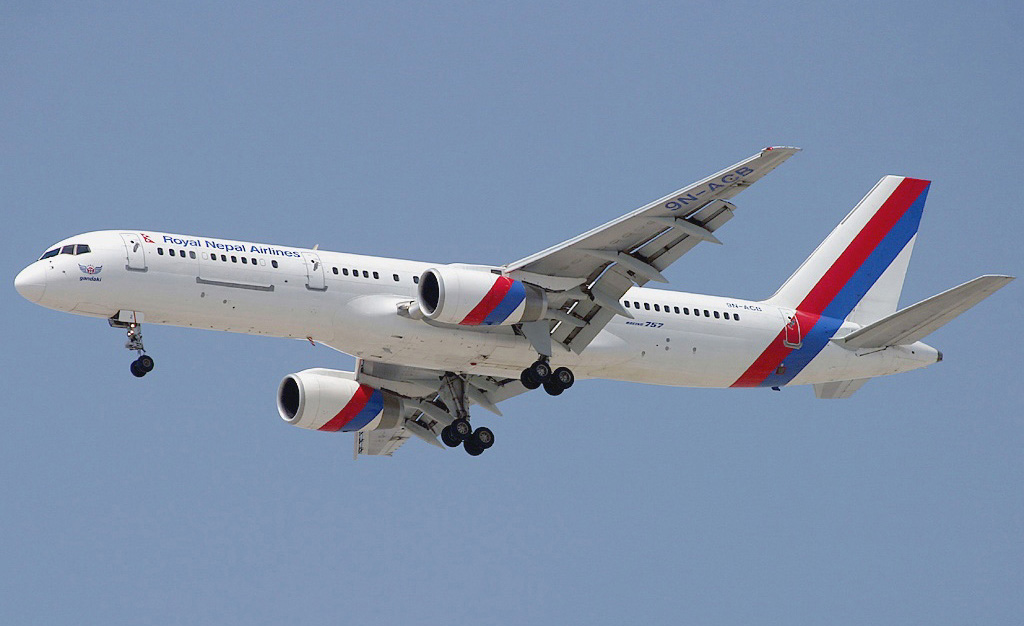
El único 757-200M de Nepal Airlines llegando al Aeropuerto Internacional de Dubái.

Nepal Airlines ordenó el 757-200M para cumplir con un requerimiento de un avión que pudiera llevar pasajeros y carga, y operar fuera del Aeropuerto Internacional de Katmandú en las estribaciones de la cordillera del Himalaya. Diseñado a partir variantes convertibles del 737 y 747, el 757-200M puede llevar de dos a cuatro paletas de carga en su cubierta principal, junto con 123 a 148 pasajeros en el espacio restante de la cabina. El 757-200M de Nepal Airlines fue equipado con motores Rolls-Royce RB211-535E4, su peso máximo de despegue es de 109 000 kg, fue el único ejemplar producido.
En octubre de 2010, Pemco World Air Services y Precision Conversions lanzaron un programa para modificar aviones 757-200 en 757 Combi. Vision Technologies Systems lanzó un programa similar en diciembre de 2011. Las tres conversiones de posventa modifican la parte delantera de la aeronave para proporcionar espacio para hasta diez paletas de carga, dejando el espacio restante para encajar alrededor de 45 a 58 asientos para pasajeros. Esta configuración está dirigida a los vuelos chárter comerciales que transportan equipo pesado y personal al mismo tiempo. Los clientes para el 757 convertido incluyen a Air Transport Services Group, National Airlines, y North American Airlines.

### 757-200SF
El 757-200SF, una conversión del 757-200 de pasajeros para su uso como carguero, entró en servicio con DHL Aviation en 2001. Los cambios realizados por Boeing Wichita en Kansas incluye la eliminación de las instalaciones para pasajeros, refuerzo estructural de la cubierta principal y la instalación una puerta de carga. Se conservan las dos puertas de entrada delanteras, dando como resultado una capacidad de carga en la cubierta principal para 14 paletas, que es una menos que el 757-200PF. Pueden ser equipados con controles ambientales para la carga de animales, y se conservan las salidas traseras y unos pares de ventanas en algunas aeronaves. Además de Boeing, Israel Aerospace Industries, Precision Conversions y ST Aerospace Services también han manejado conversiones del 757-200SF. En septiembre de 2006, FedEx Express anunció un plan de 2,6 mil millones de dólares para adquirir más del 80 cargueros 757 convertidos para reemplazar su flota de 727. En julio de 2011, 70 757-200SF convertidos estaban en servicio.

### 757-300

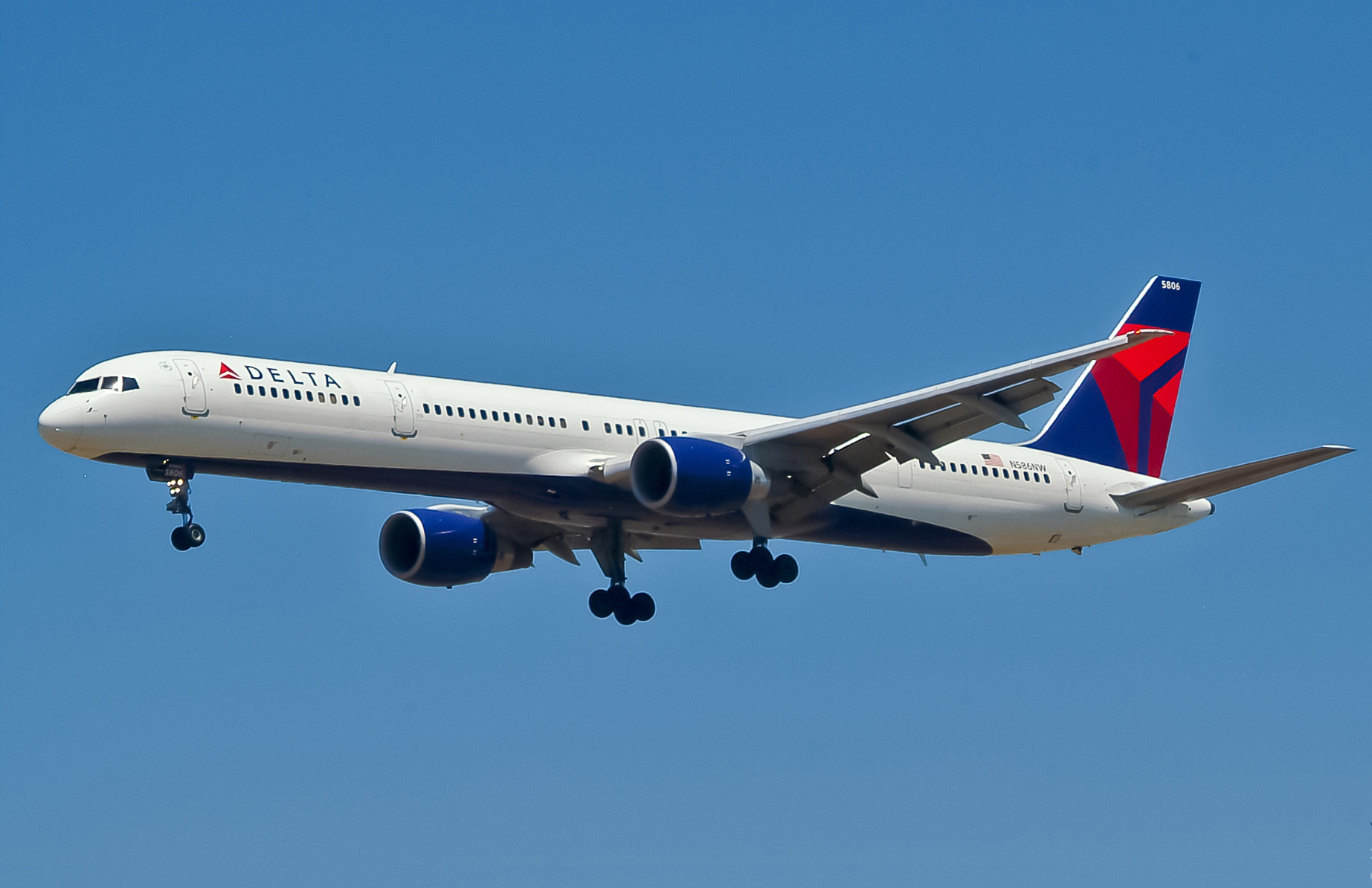
757-300 Delta Air Lines aterrizando en el Aeropuerto Internacional de Los Ángeles.

El 757-300, la versión extendida de la aeronave, entró en servicio con Condor en 1999. Con una longitud total de 54,5 m, este modelo es el birreactor de pasillo único más largo jamás construido. Diseñado para servir al mercado de aerolíneas chárter y proporcionar un sustituto de bajo costo para el 767-200, el 757-300 comparte el diseño básico del original 757, pero se extendió el fuselaje antes y después de las alas. Ocho puertas estándar en la cabina, además de un par de salidas de emergencia sobre las alas en cada lado, permiten al 757-300 tener una capacidad máxima certificada de 289 pasajeros. El peso máximo de despegue es mayor, fijado en 124 000 kg, mientras que la capacidad de combustible se mantiene sin cambios; como resultado, la variante alargada ofrece un alcance máximo de 6290 km. Los motores usados en el modelo incluyen el RB211-535E4B de Rolls-Royce y el PW2043 de Pratt & Whitney. Debido a su mayor longitud, el 757-300 cuenta con un patín de cola retráctil en su fuselaje.
Condor encargó el 757 extendido para reemplazar su McDonnell Douglas DC-10 y hacer servicios de transporte a bajo costo y alta densidad a destinos vacacionales como las Islas Canarias. Dado que las pruebas mostraron que abordar el 757-300 podría tomar hasta ocho minutos más que el 757-200, Boeing y Condor desarrollaron procedimientos de embarque por zonas para acelerar los tiempos de carga y descarga de la aeronave. El 757-300 ha sido explotado por Continental Airlines (ahora parte de United Airlines), Northwest Airlines (ahora parte de Delta Air Lines) e Icelandair; otros operadores han incluido a American Trans Air (el primer operador de América del Norte), Arkia Israel Airlines, junto con las compañías de vuelos chárter Condor y Thomas Cook Airlines. La producción para el 757-300 ascendió a 55 aviones, de los cuales 55 estaban en servicio en julio de 2014.

### Variantes ejecutivas y militares

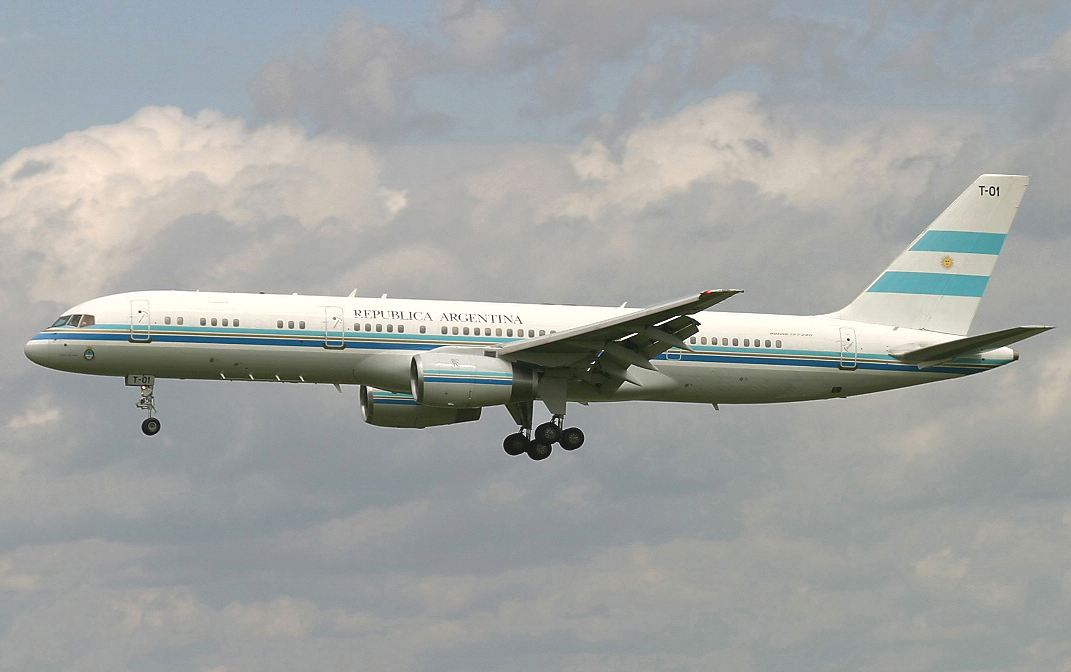
El Tango 01, Boeing 757-200, es el avión presidencial de Argentina

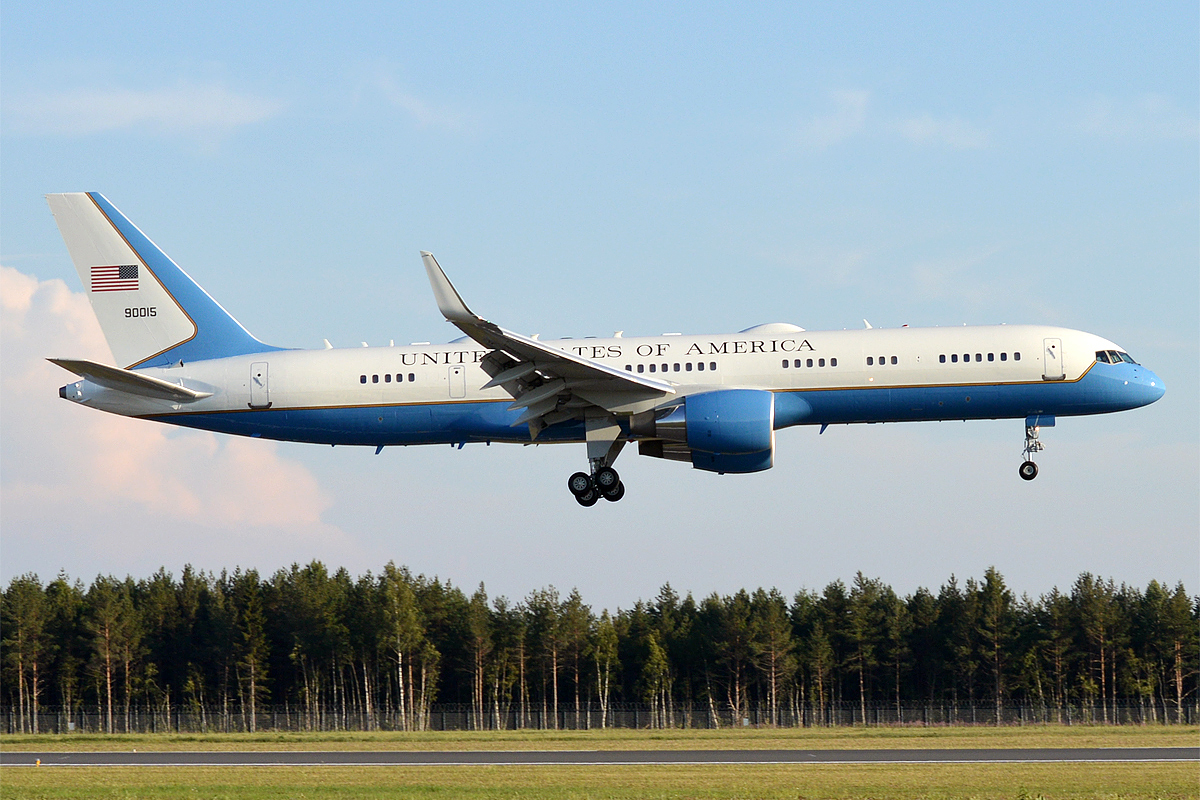
El C-32, variante del 757, es el transporte habitual del Vicepresidente de los Estados Unidos.

La Fuerza Aérea de los Estados Unidos ha adaptado varios 757 para el transporte de autoridades: denominados como C-32, estos aviones se emplean frecuentemente como transporte del Vicepresidente de los Estados Unidos bajo el nombre en clave de Air Force Two. La RAF de Nueva Zelanda tiene dos 757 para transporte de dignatarios y tropas. Un 757 sirve como avión presidencial en Argentina llamado Tango 01 y otro lo hacía en México bajo la denominación TP-01 hasta que fue remplazado en 2015 por un Boeing 787. Un Boeing 757 también es empleado por la Familia Real de Arabia Saudí como hospital volante.
El senador John Kerry usó el 757-200 Freedom Bird alquilado a TransMeridian Airlines como avión de campaña durante las elecciones presidenciales de 2004.
Al menos tres 757 sirven como jets privados, uno para el magnate de la alimentación Ronald Burkle y dos para el cofundador de Microsoft, Paul Allen+. Allen tenía uno para uso personal, matriculado como N757AF, y otro, el N756AF, cedido al equipo de la NBA de los Portland Trail Blazers y al conjunto de la NFL de los Seattle Seahawks, que eran de su propiedad, el millonario inversor de Bienes Raíces y 45.° presidente de los Estados Unidos, Donald J. Trump también tiene uno, que fue utilizado durante su campaña electoral para recorrer todo el país.
También la banda de heavy metal Iron Maiden vuela un B757 de la aerolínea Astraeus durante su gira Somewhere Back In Time World Tour. Una curiosidad de esta compañía aérea es que esporádicamente cuenta en sus filas con Bruce Dickinson, vocalista del grupo Iron Maiden como piloto y comandante de Boeing 757. Durante el año 2008 Bruce Dickinson efectuó en un Boeing 757 su gira Somewhere Back In Time World Tour, siendo este el comandante de la aeronave con motivos de la banda.

## Operadores

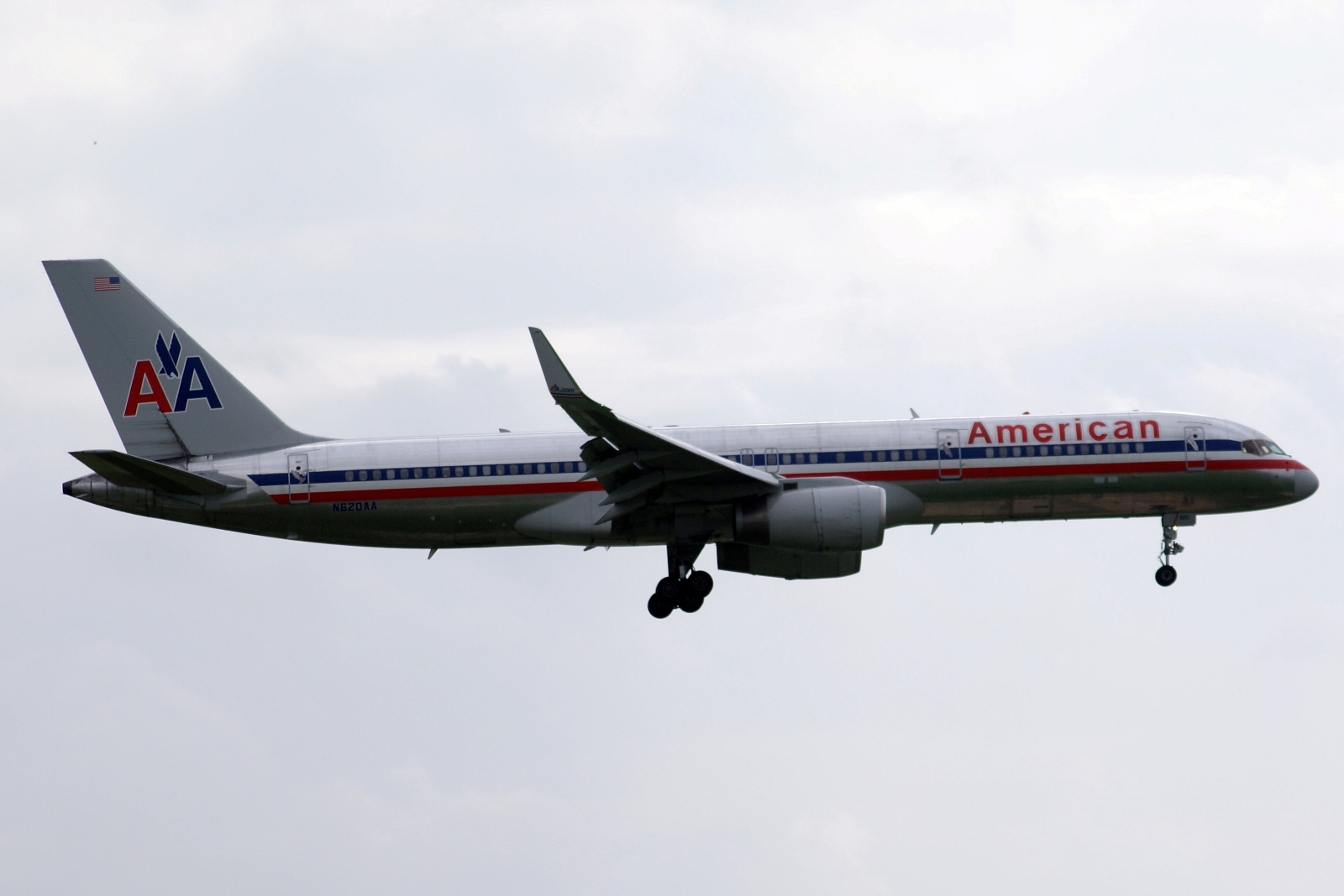
Boeing 757-223 de American Airlines.

La mayor parte de los 757 cubren rutas nacionales para aerolíneas norteamericanas, sobre todo para American Airlines y Delta Air Lines. American Airlines opera gran parte de los 757 fabricados seguida por Delta con sus 125 unidades. United Airlines también opera el modelo. Algunas aerolíneas, como Icelandair, American Airlines y ATA Airlines los usan para vuelos transoceánicos. Para muchas compañías, como Royal Brunéi y Royal Nepal Airlines, los 757 supusieron la llegada de un avión intercontinental económico que les permitió abrir rutas con ciudades europeas.
Es también un modelo popular entre las compañías vacacionales y chárter británicas tales como Monarch Airlines, Titan Airways, Excel Airways y Thomsonfly. El 757 puede llegar tanto a Sudáfrica como a lugares cercanos a Gran Bretaña como Ámsterdam y París.
Después del éxito inicial de ventas, estas sufrieron una fuerte caída desde mediados de los 90. El 757 se había diseñado en un principio para aquellas compañías que buscasen explotar nuevas rutas de largo alcance y pocos viajeros. Sin embargo, a medida que las rutas se fueron consolidando, los 757 fueron reemplazados por aeronaves de fuselaje ancho con mejores rendimientos.
Una de sus principales ventajas es su índice de rentabilidad, lo cual es igual de viable hacer un vuelo de 200 millas que un vuelo transoceánico, por ejemplo Iberia estuvo operando sus 757 durante una temporada la ruta entre islas de Menorca y Mallorca, sin embargo compañías como Continental o American Airlines, frecuentemente lo operan para unir rutas entre Europa, Suramérica con Estados Unidos. El precio del petróleo y su alto consumo acabaron con su producción en 2004.
La unidad 1050 y última (comprada por Shanghai Airlines) salió de la línea de producción de Renton el 28 de octubre de 2004. El 757-200 estaba siendo reemplazado por el 737-900ER y en un futuro próximo este será sustituido por el nuevo Boeing Y1. Por su parte, el 757-300 será reemplazado por el 787 Dreamliner.
En cuestiones de control de tráfico aéreo, los 757 son tratados como "pesados", pues causan muchas turbulencias.
A diciembre de 2019 existen 681 aviones operando en las siguientes aerolíneas:

#### Operadores Civiles
1. Delta Air Lines (126)[156]
2. FedEx Express (118)[157]
3. UPS Airlines (75)[158]
4. United Airlines (61)[159]
5. SF Airlines (43)[160]
6. Icelandair (21)[161]
7. DHL Air Austria (18)[162]
8. Cargojet Airways (16)[163]
9. YTO Cargo Airlines (10)[164]
10. Azur Air (10)[165]
11. Condor Flugdienst (9)[166]
12. Morningstar Air Express (9)[167]
13. EAT Leipzig (9)[168]
14. Jet2.com (8)[169]
15. China Postal Airlines (6)[170]
16. Amerijet International (6)[171]
17. Blue Dart Aviation (6)[172]
18. DHL Air UK (5)[173]
19. SCAT Airlines (4)[174]
20. Air Transport International (4)[175]
21. Asia Pacific Airlines (4)[176]
22. Air China Cargo (4)[177]
23. Cygnus Air (4)[178]
24. DHL Aero Expreso (3)[179]
25. Azur Air Ukraine (3)[180]
26. Swiftair (3)[181]
27. North-Western Cargo (3)[182]
28. Aviastar (Rusia) (3)[183]
29. Turkmenistan Airlines (3)[184]
30. Airwork (2)[185]
31. Astral Aviation (2)[186]
32. Uzbekistan Airways (2)[187]
33. TUI Airways (2)[188]
34. Juliet Romeo Aviation (2)[189]
35. Privilege Style (2)[190]
36. MIAT Mongolian Airlines (1)[191]
37. Samaritan's Purse (1)[192]
38. Stanton Defense Industries (1)[193]
39. Cabo Verde Airlines (1)[194]
40. Taban Air (1)[195]
41. Cainiao (1)[196]
42. International Air Response (1)[197]
43. Erickson Aviation (1)[198]
44. Pacific Air Express (1)[199]
45. National Airlines (N8) (1)[200]

#### Operadores Gubernamentales y Militares
1. US Air Force (9)
2. RNZAF (2)
3. Fuerza de Defensa Aérea de Kazajistán (1)[201]
4. Agrupación Aérea Presidencial (1)

### Pedidos y entregas
Durante los años que duró el programa del 757, Boeing recibió encargos por más de 1000 aeronaves, de las cuales se llegaron a entregar un total de 1049 unidades. Cuando la producción dio a su fin, se habían fabricado un total de 1050 ejemplares. El prototipo del 757 no se llegó a entregar a ningún cliente, permaneciendo en servicio con Boeing como banco de pruebas.
| Año      | Total | 2005 | 2004 | 2003 | 2002 | 2001 | 2000 | 1999 | 1998 | 1997 | 1996 | 1995 | 1994 | 1993 | 1992 |
| -------- | ----- | ---- | ---- | ---- | ---- | ---- | ---- | ---- | ---- | ---- | ---- | ---- | ---- | ---- | ---- |
| Pedidos  | 1049  | 0    | 0    | 7    | 0    | 37   | 43   | 18   | 50   | 44   | 59   | 13   | 12   | 33   | 35   |
| Entregas | 1049  | 2    | 11   | 14   | 29   | 45   | 45   | 67   | 54   | 46   | 42   | 43   | 69   | 71   | 99   |

| Año      | 1991 | 1990 | 1989 | 1988 | 1987 | 1986 | 1985 | 1984 | 1983 | 1982 | 1981 | 1980 | 1979 | 1978 |
| -------- | ---- | ---- | ---- | ---- | ---- | ---- | ---- | ---- | ---- | ---- | ---- | ---- | ---- | ---- |
| Pedidos  | 50   | 95   | 166  | 148  | 46   | 13   | 45   | 2    | 26   | 2    | 3    | 64   | 0    | 38   |
| Entregas | 80   | 77   | 51   | 48   | 40   | 35   | 36   | 18   | 25   | 2    | 0    | 0    | 0    | 0    |

### Resumen del modelo 757
| Serie del Modelo | Código ICAO | Pedidos | Entregas |
| ---------------- | ----------- | ------- | -------- |
| 757-200          | B752        | 913     | 913      |
| 757-200M         | B752        | 1       | 1        |
| 757-200PF        | B752        | 80      | 80       |
| 757-300          | B753        | 55      | 55       |
| Total            | Total       | 1049    | 1049     |

- Información de Boeing hasta final de producción[41]

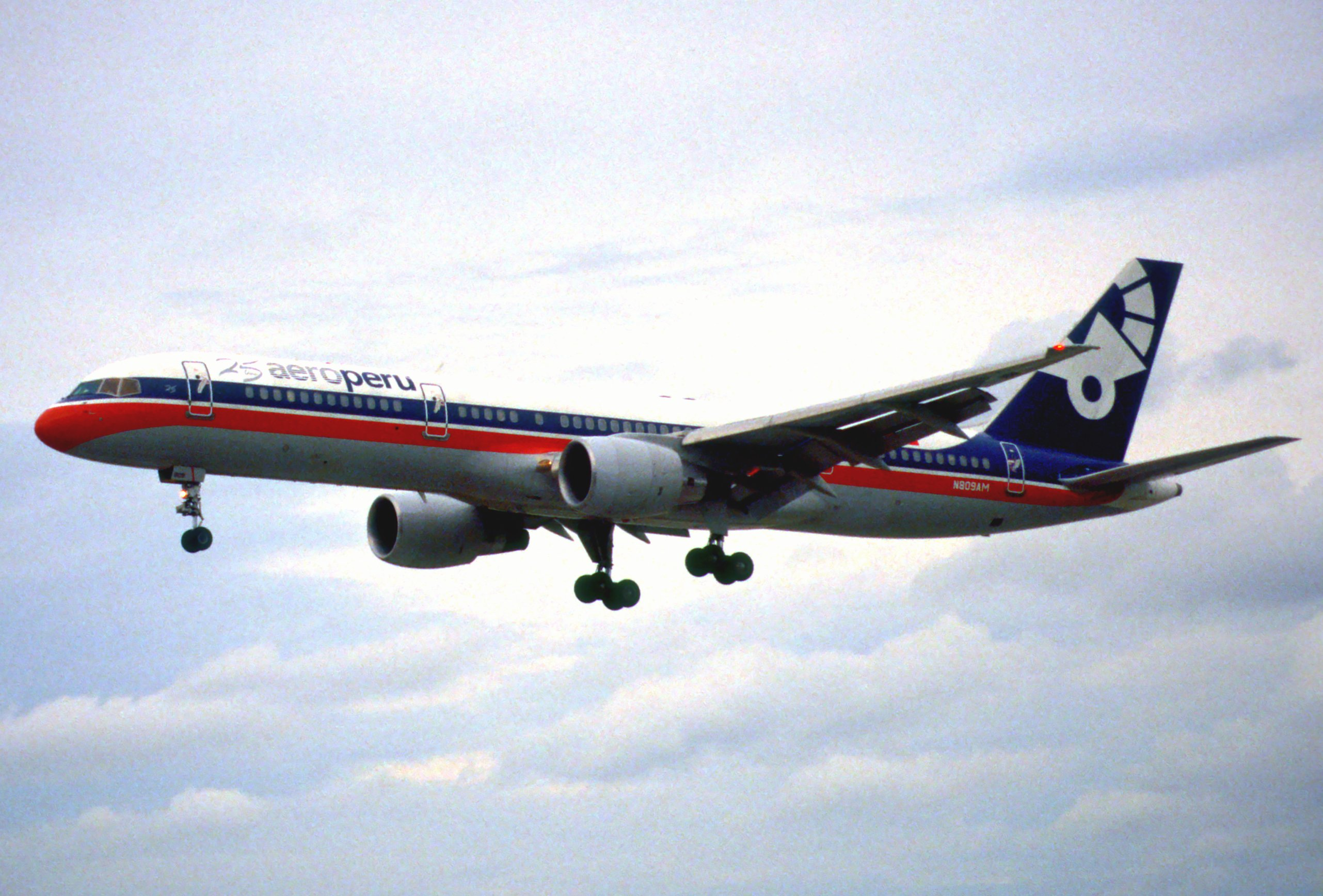
757-2Q8 de Aeroperú en el aeropuerto de Miami en 1998

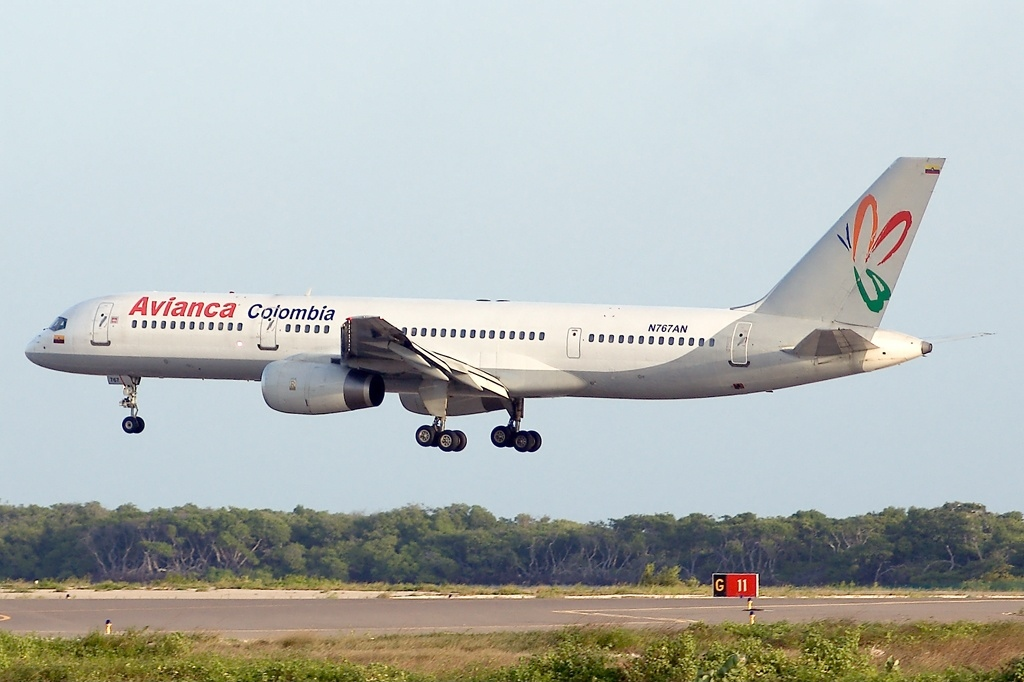
757-28A de Avianca arribando desde el aeropuerto El Dorado

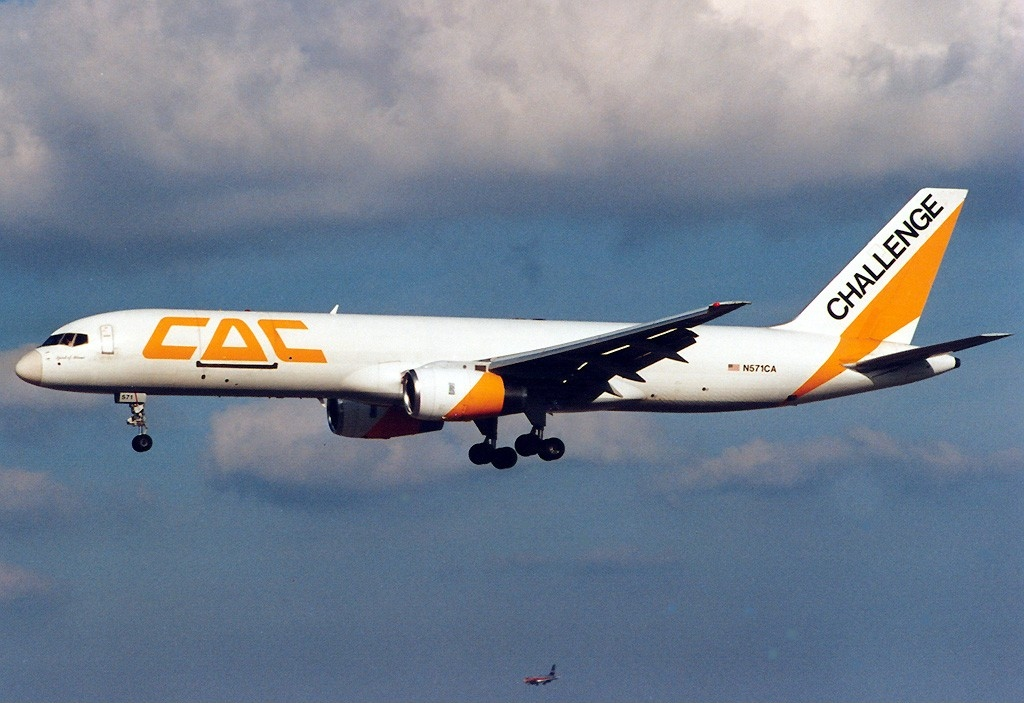
757-23APF de Challenge Air Cargo

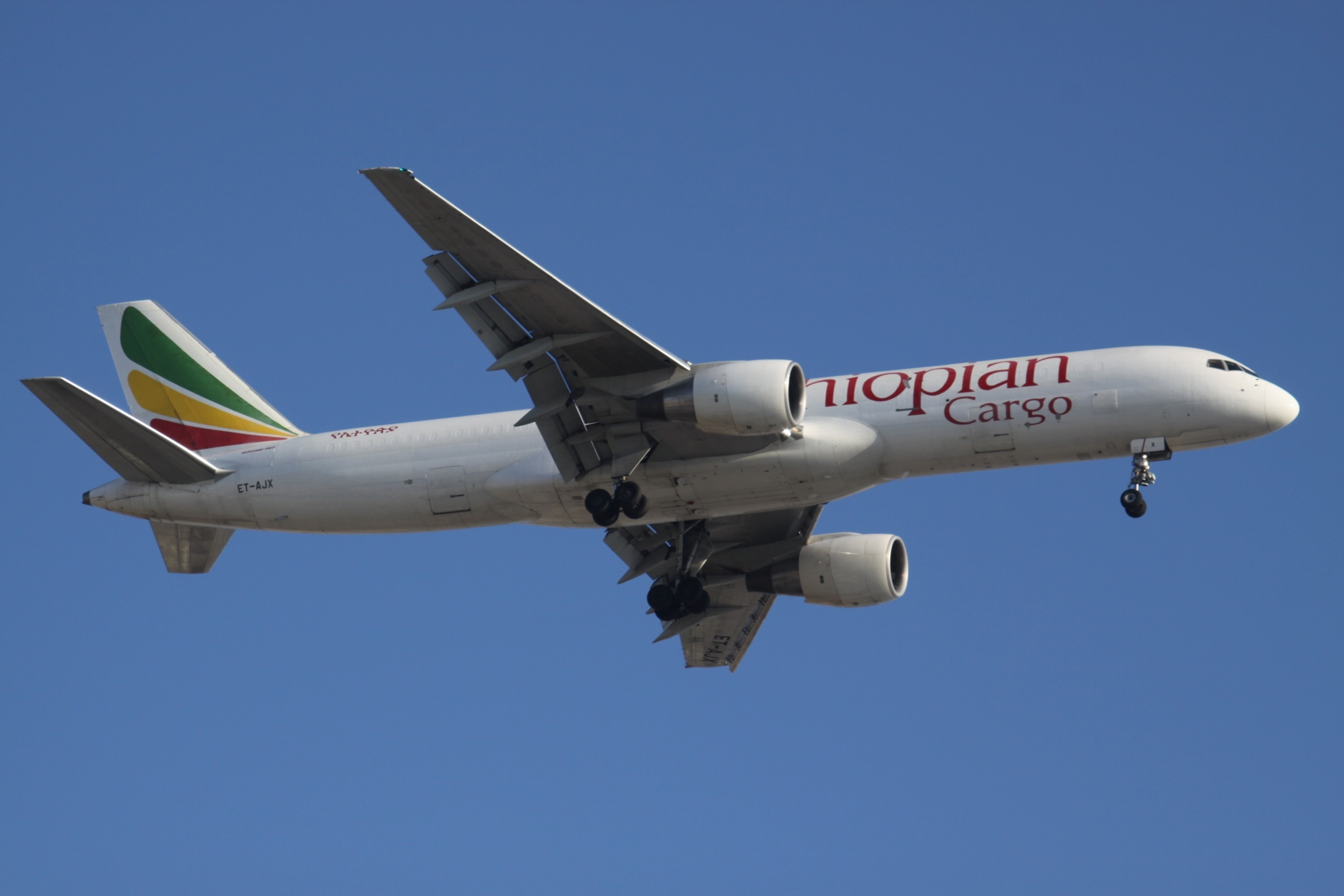
757F de Ethiopian Cargo en Dubái

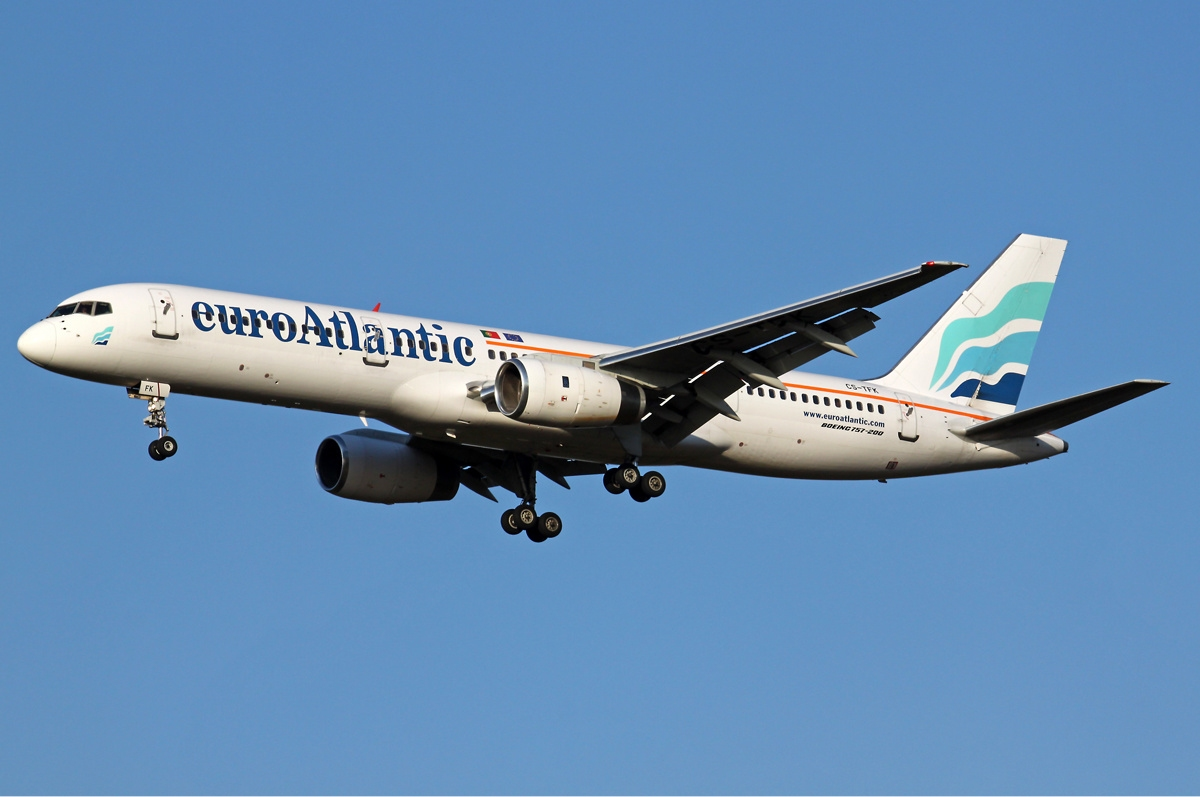
757-200 de EuroAtlantic Airways aproximando al aeropuerto de Colonia

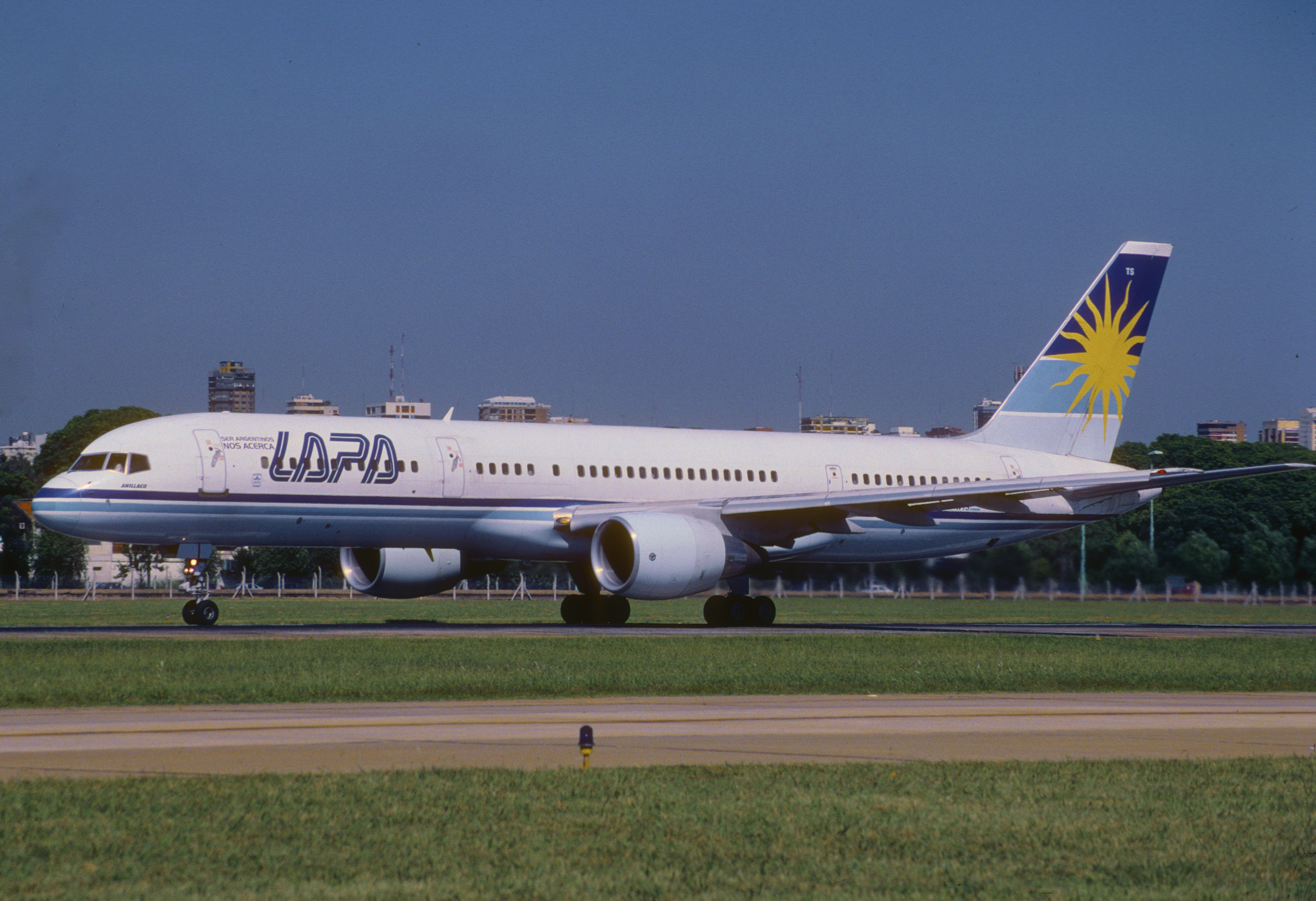
757-2Q8 de LAPA en Aeroparque en 2001

### Antiguos Operadores

#### África
Eritrea
- Eritrean Airlines (1)[203]

 Kenia
- Kenya Airways (1)[204]

 Marruecos
- Royal Air Maroc (2)[205]

 Nigeria
- Med-View Airline (1)[206]

 Seychelles
- Air Seychelles (1)[207]

 Sudán
- Sudan Airways (1)[208]

#### América
Argentina
- LAPA (3)[209]
- Aerolíneas Argentinas (1)[210]

 Bermudas
- Longtail Aviation (1)[211]

 Canadá
- Air Transat (9)[212]
- Air Canada Jazz (8)[213]
- WestJet (1)[214]

 Colombia
- Avianca (21)[215]

 Ecuador
- TAME (1)[216]

 Estados Unidos
- American Airlines (177)[217]
- Ryan International Airlines (15)[218]
- North American Airlines (10)[219]
- Allegiant Air (6)[220]
- Omni Air International (5)[221]
- United Nations (3)[222]
- Atlas Air (1)[223]

 México
- Aeromexico (10)[224]
- Fuerza Aérea Mexicana (1)[225]

 Perú
- AeroPerú (4)[226]
- Aero Continente (2)[226]

 Bolivia
- AeroSur (3)[227]

#### Asia
Afganistán
- Ariana Afghan Airlines (2)[228]

 Arabia Saudita
- Saudia (10)[229]
- Flynas (1)[230]

 Azerbaiyán
- Azerbaijan Airlines (4)[231]

 Baréin
- DHL International Aviation ME (6)[232]
- Gulf Air (1)[233]

 Birmania
- Myanmar Airways International (1)[234]

 Brunéi
- Royal Brunei Airlines (3)[235]

 Catar
- Qatar Airways (1)[236]

 China
- China Southern Airlines (32)[237]
- Shanghai Airlines (13)[238]
- Air China (13)[239]
- Xiamen Air (9)[240]
- China Cargo Airlines (2)[241]
- Air Macau (1)[242]

 Israel
- El Al (10)[243]
- Arkia (5)[244]
- Israir (2)[245]

 Kazajistán
- Air Astana (5)[246]

 Filipinas
- Cebu Pacific Air (3)[247]

 Malasia
- Raya Airways (1)[248]

 Maldivas
- Mega Global Air (1)[249]

 Nepal
- Nepal Airlines (2)[250]

 Omán
- Oman Air (1)[251]

 República de China
- Far Eastern Air Transport (9)[252]
- EVA Air (2)[253]
- Uni Air (1)[254]

 Singapur
- Singapore Airlines (4)[255]

 Turquía
- SunExpress (4)[256]

#### Europa
Bélgica
- ASL Airlines Belgium (3)[257]

 Dinamarca
- Star Air Freight (4)[258]

 España
- Iberia (43)[259]
- Air Europa (47)[260]

 Grecia
- Olympus Airways (2)[261]

 Irlanda
- Aer Lingus (4)[262]
- ASL Airlines Ireland (4)[263]

 Islandia
- Air Atlanta Icelandic (4)[264]

 Italia
- Blue Panorama Airlines (2)[265]

 Letonia
- airBaltic (2)[266]

 Países Bajos
- Transavia (9)[267]

 Portugal
- EuroAtlantic Airways (2)[268]

 Reino Unido
- British Airways (56)[269]
- Thomas Cook Airlines (24)[270]
- Titan Airways (4)[271]
- easyJet (4)[272]

 Rusia
- Utair (9)[273]
- Nordwind Airlines (9)[274]
- Yakutia (7)[275]
- I-Fly (6)[276]
- Ikar (4)[277]

 Suecia
- TUIfly Nordic (4)[278]

 Suiza
- Belair (2) [279]

#### Oceanía

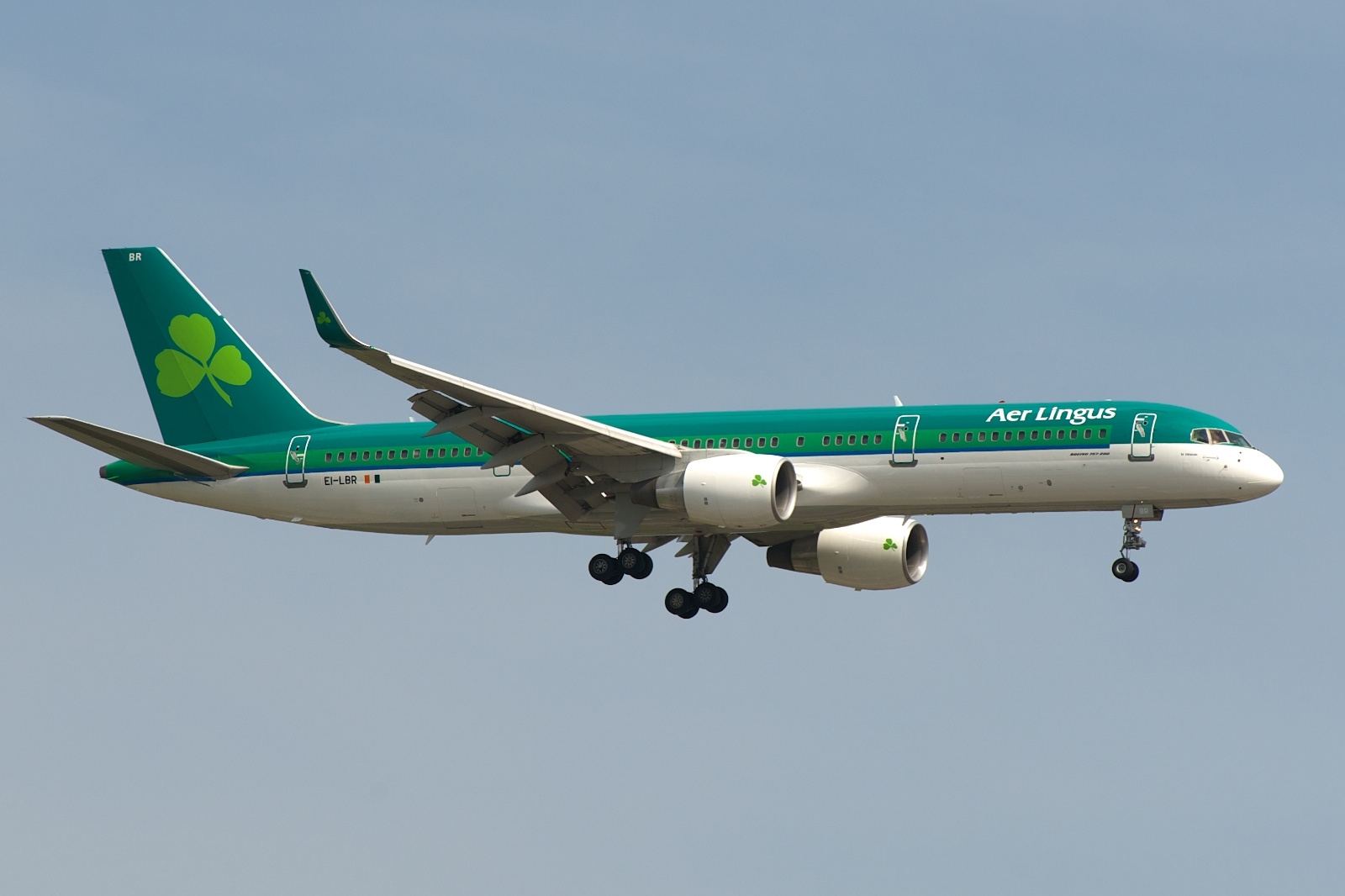
757-200 con winglets de Aer Lingus en el aeropuerto de Toronto Pearson

Australia
- Tasman Cargo Airlines (1)[280]

 Papúa Nueva Guinea
- Air Niugini (4)[281]

## Winglets
Aunque la producción de 757 finalizó, Aviation Partners Inc. ofrece a las compañías la posibilidad de instalar winglets en sus aeronaves para incrementar la eficiencia energética y el alcance. American Airlines, Delta Air Lines, OceanAir, Icelandair y United Airlines han comenzado a adaptar algunas de las unidades de sus flotas, buscando poder explotar rutas más largas para las que los Boeing 737 o McDonnell-Douglas MD-80 son insuficientes y los Boeing 767 o Airbus A300 demasiado grandes. Tanto Northwest Airlines como Finnair tenían previsto adaptar sus 757-200 a finales de 2006 o principios de 2007.

## Características generales
| ---                        | 757-200                                                              | 757-200 Freighter                                                    | 757-300                                                              |
| -------------------------- | -------------------------------------------------------------------- | -------------------------------------------------------------------- | -------------------------------------------------------------------- |
| Primer vuelo               | 19 de febrero de 1982 (-200)                                         | 19 de febrero de 1982 (-200)                                         | 2 de agosto de 1998                                                  |
| Pasajeros (conf. 2 clases) | 200 (12 + 188)                                                       | (carguero)                                                           | 243 (12 + 231)                                                       |
| Pasajeros (conf. 1 clase)  | 228                                                                  | (carguero)                                                           | 280                                                                  |
| Capacidad de carga         | 43,3 m³                                                              | 239 m³                                                               | 67,1 m³                                                              |
| Peso en vacío              | 58 390 kg                                                            |                                                                      | 64 110 kg                                                            |
| Peso máximo al despegue    | 115 680 kg                                                           | 115 680 kg                                                           | 123 600 kg                                                           |
| Capacidad de combustible   | 43 490 l                                                             | 42 680 l                                                             | 43 400 l                                                             |
| Alcance                    | 7222 km                                                              | 5834 km                                                              | 6287 km                                                              |
| Velocidad de crucero       | 868 km/h                                                             | 868 km/h                                                             | 882 km/h                                                             |
| Techo de vuelo             | 12 500 m                                                             | 12 500 m                                                             | 12 500 m                                                             |
| Longitud                   | 47,32 m                                                              | 47,32 m                                                              | 54,47 m                                                              |
| Envergadura                | 38,05 m                                                              | 38,05 m                                                              | 38,05 m                                                              |
| Área o superficie alar     | 181,25 m²                                                            | 181,25 m²                                                            | 181,25 m²                                                            |
| Altura de cola             | 13,56 m                                                              | 13,56 m                                                              | 13,56 m                                                              |
| Motorización               | Dos motores Rolls-Royce RB211 o Pratt & Whitney PW2037-PW2040-PW2043 | Dos motores Rolls-Royce RB211 o Pratt & Whitney PW2037-PW2040-PW2043 | Dos motores Rolls-Royce RB211 o Pratt & Whitney PW2037-PW2040-PW2043 |

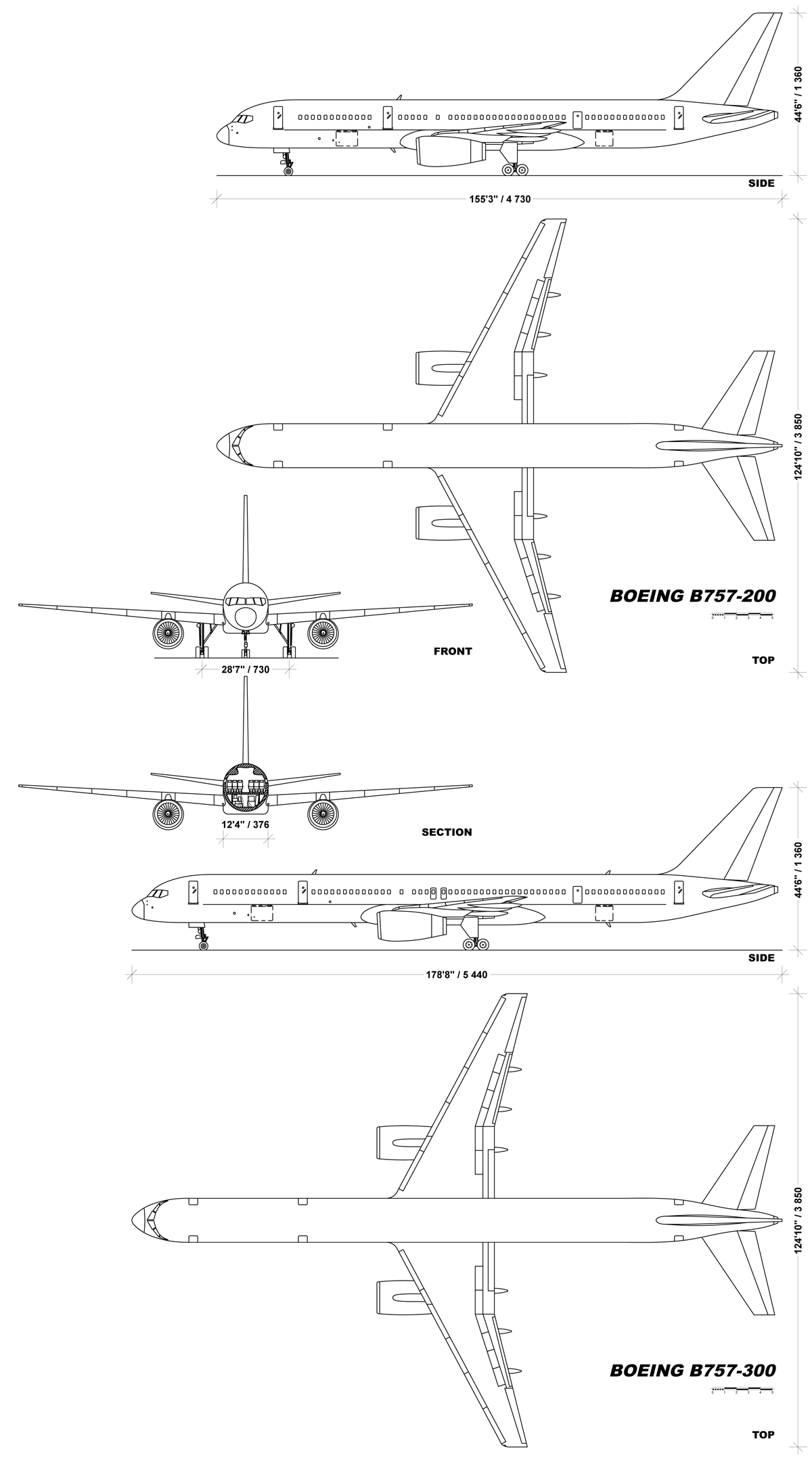
Geometría descriptiva de la familia de aeronaves Boeing 757.

Fuentes: Informe de compatibilidad aeroportuaria del Boeing 757, especificaciones del Boeing 757 y datos de los winglet.

## Accidentes e incidentes
- El 20 de diciembre de 1995, el vuelo 965 de American Airlines se estrelló en las cercanías de Buga, Colombia. El accidente fue producido por una serie de errores cometidos por el piloto, al cambiar su rumbo. El 757 iba hacia Cali desde Miami. Al darse cuenta de su error, el piloto cambió el rumbo, pero la desorientación lo dominó y se estrelló contra un cerro, matando a 159 pasajeros, salvándose sólo 4 junto a un perro.
- El 6 de febrero de 1996, el vuelo 301 de Birgenair se estrelló en el océano Atlántico, frente a las costas de la República Dominicana, resultando en la muerte de 189 personas, la causa del accidente se atribuyó a la obstrucción de una de las sondas Pitot por abejas que merodeaban cerca del aeropuerto.
- El 2 de octubre de 1996, el vuelo 603 de Aeroperú se estrelló en el océano Pacífico, dejando un saldo de 70 personas fallecidas. La causa del accidente fue el error de uno de los trabajadores de mantenimiento al no quitar cinta adhesiva que estaba cubriendo los puertos estáticos necesarios para suministrar información correcta a los instrumentos de la cabina.
- El 11 de septiembre de 2001, el vuelo 77 de American Airlines, un Boeing 757-223 que cubría la ruta Aeropuerto Internacional Washington-Dulles - Aeropuerto Internacional de Los Ángeles, se estrelló en el Pentágono, en Washington. Sus 64 ocupantes a bordo (6 miembros de la tripulación y 58 personas a bordo) murieron junto con 125 personas en tierra, dando el total de 189 fallecidos. El avión fue secuestrado por 5 terroristas de Al Qaeda.
- El 11 de septiembre de 2001, el vuelo 93 de United Airlines, un Boeing 757-222, que cubría el trayecto entre el Aeropuerto Internacional Libertad de Newark (Nueva Jersey) y el Aeropuerto Internacional de San Francisco, fue estrellado en un campo de Shanksville, Pensilvania. Según el FBI iba con dirección al Capitolio de los Estados Unidos en Washington D. C. pero no llegó a su destino gracias a que los pasajeros en un intento de salvar el avión impidieron a los 4 terroristas llevarlo a Washington, hubo 44 fallecidos (incluidos los 4 terroristas).
- El 1 de julio de 2002, el vuelo 611 de DHL, un Boeing 757-200SF que cubría la ruta Aeropuerto de Bérgamo-Orio al Serio - Aeropuerto Bruselas-National, colisiono en el aire con un Túpolev Tu-154 perteneciente a Bashkirian Airlines falleciendo ambos pilotos y todas las personas del Tupolev. Se determinó que la causa general del accidente fue una mala orden del ATC al Tupolev y la falta de controladores para darse cuenta de lo que pasaba.
- El 7 de abril de 2022, el vuelo 7216 de DHL Aero Expresso luego de despegar del Aeropuerto Internacional Juan Santamaría con destino al Aeropuerto Internacional La Aurora, sufre una falla del sistema hidráulico izquierdo viéndose en la necesidad de efectuar un aterrizaje de emergencia, regresando al aeropuerto de origen en Costa Rica. Al aterrizar sufre una excursión de la pista 07 del aeropuerto fracturándose en 2 pedazos.[285]

Hasta el año 2002 se habían registrado los siguientes incidentes en donde el modelo en cuestión estuvo involucrado:
- Pérdidas de aeronave: 8, con un total de 568 muertes
- Otros incidentes: 2, sin fallecidos
- Secuestros: 5, con 283 víctimas mortales

### Desarrollos relacionados
- Boeing C-32
- Boeing 767

### Aeronaves similares
- Tupolev Tu-204
- Airbus A321neo LR
- Boeing 737-900ER
- Boeing 767-200

### Secuencias de designación
- Aviones comerciales a reacción de Boeing: 707 • 717 • 720 • 727 • 737 • 747 • 757 • 767 • 777 • 787